# Lego
Die Lego A/S (auch The LEGO Group, Eigenschreibweise: LEGO) ist ein dänisches Unternehmen mit Sitz in Billund und gehört zu den drei größten Spielwarenherstellern der Welt nach Erlös und ist 2020 der größte nach Umsatz. Das Unternehmen wurde durch die mittlerweile als Spielzeugklassiker geltenden Legosteine bekannt, bei denen es sich im Wesentlichen um ein Baukastensystem handelt, in dem Häuser, Fahrzeuge und anderes aus farbigen Kunststoff-Klemmbausteinen und -Steckbauteilen gebaut werden können. Es werden vor allem Bausätze verkauft, die man zu vorgegebenen oder selbsterfundenen Modellen zusammensetzen kann. Das Wort Lego leitet sich von dänisch leg godt („spiel gut“) ab.

## Geschichte

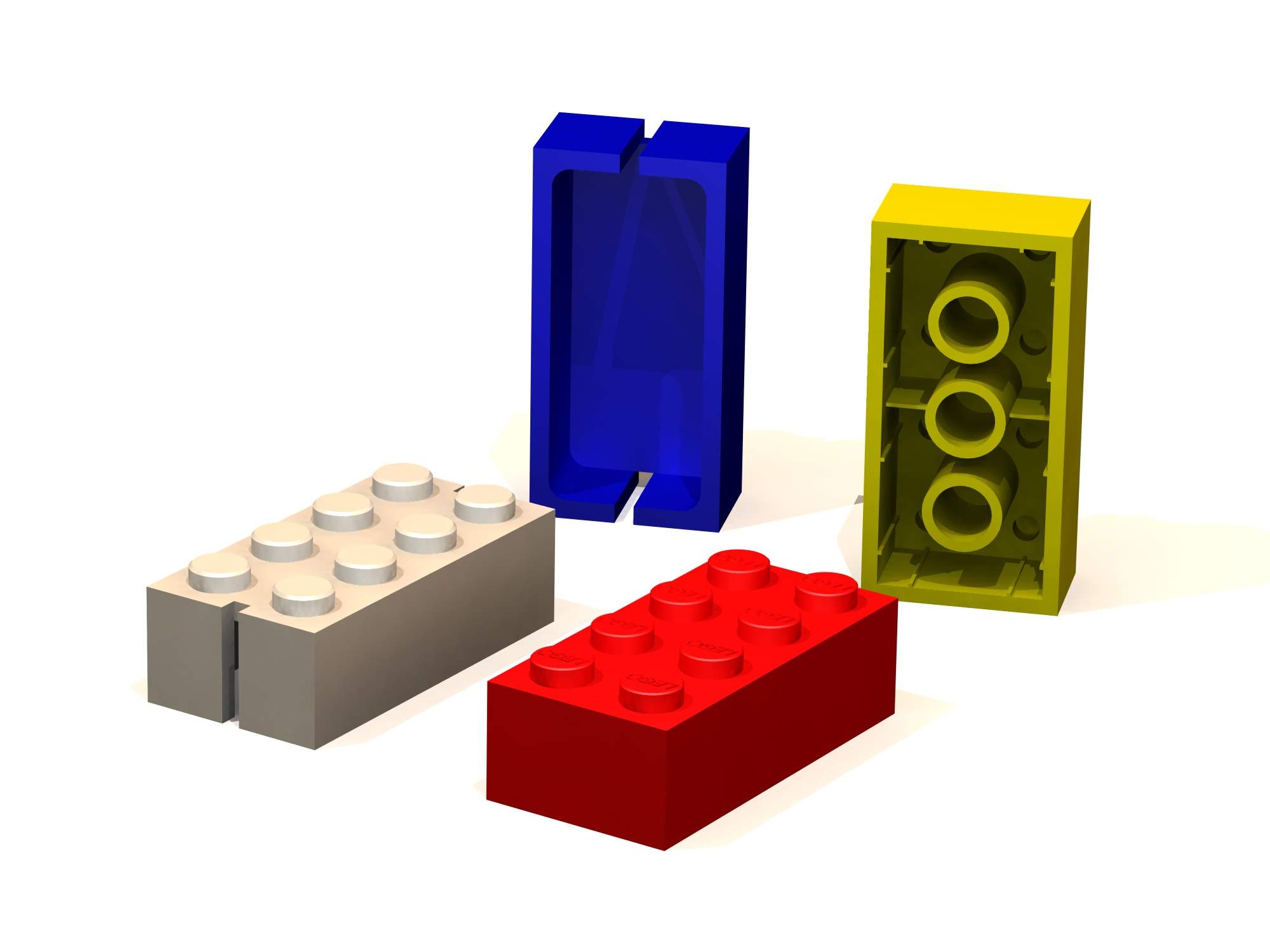
Legosteine wie 1949 und in moderner Version, erst ohne, dann mit Innenröhren

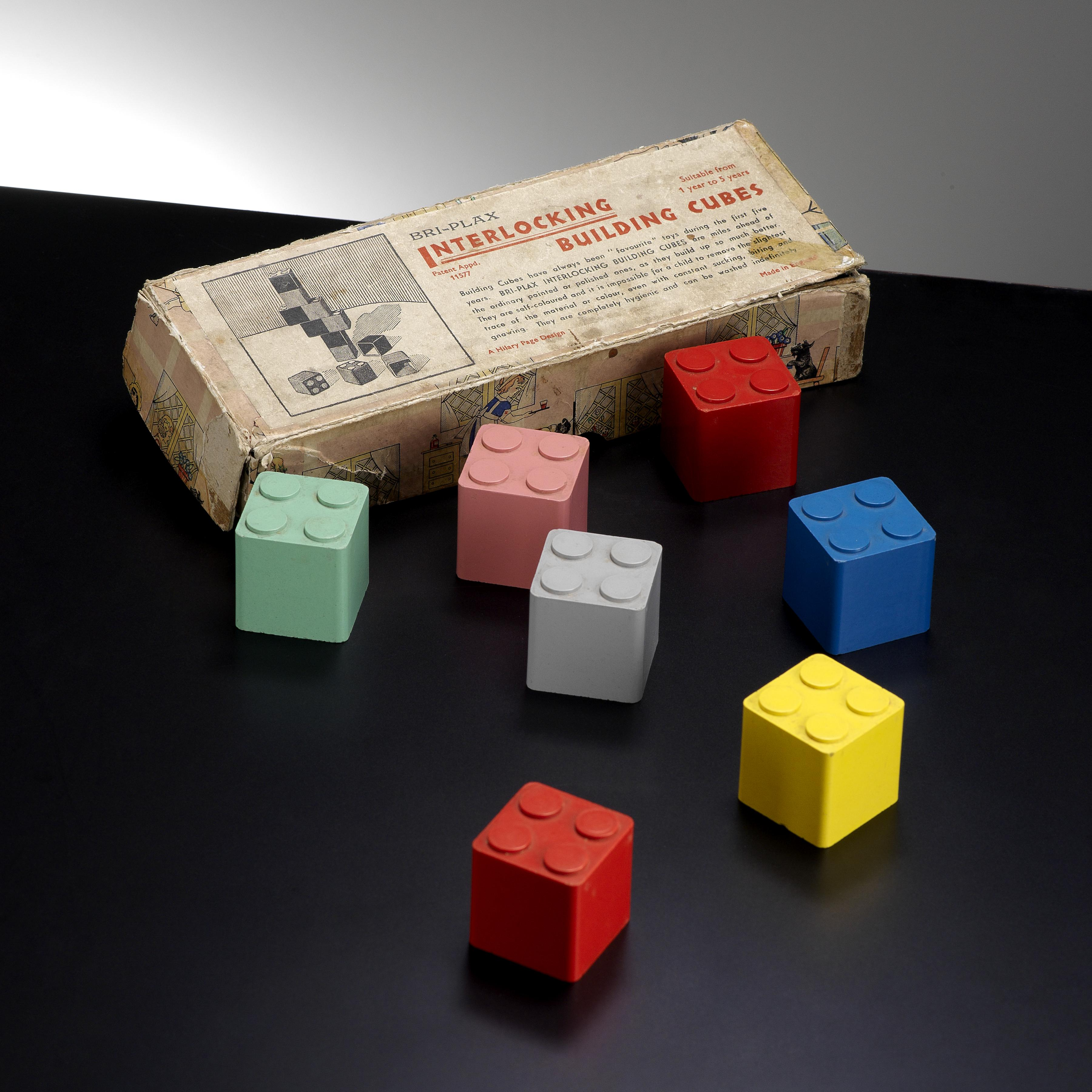
Hilary Fisher Pages Interlocking Building Cubes von 1939

Früheres Lego-Logo (1965)

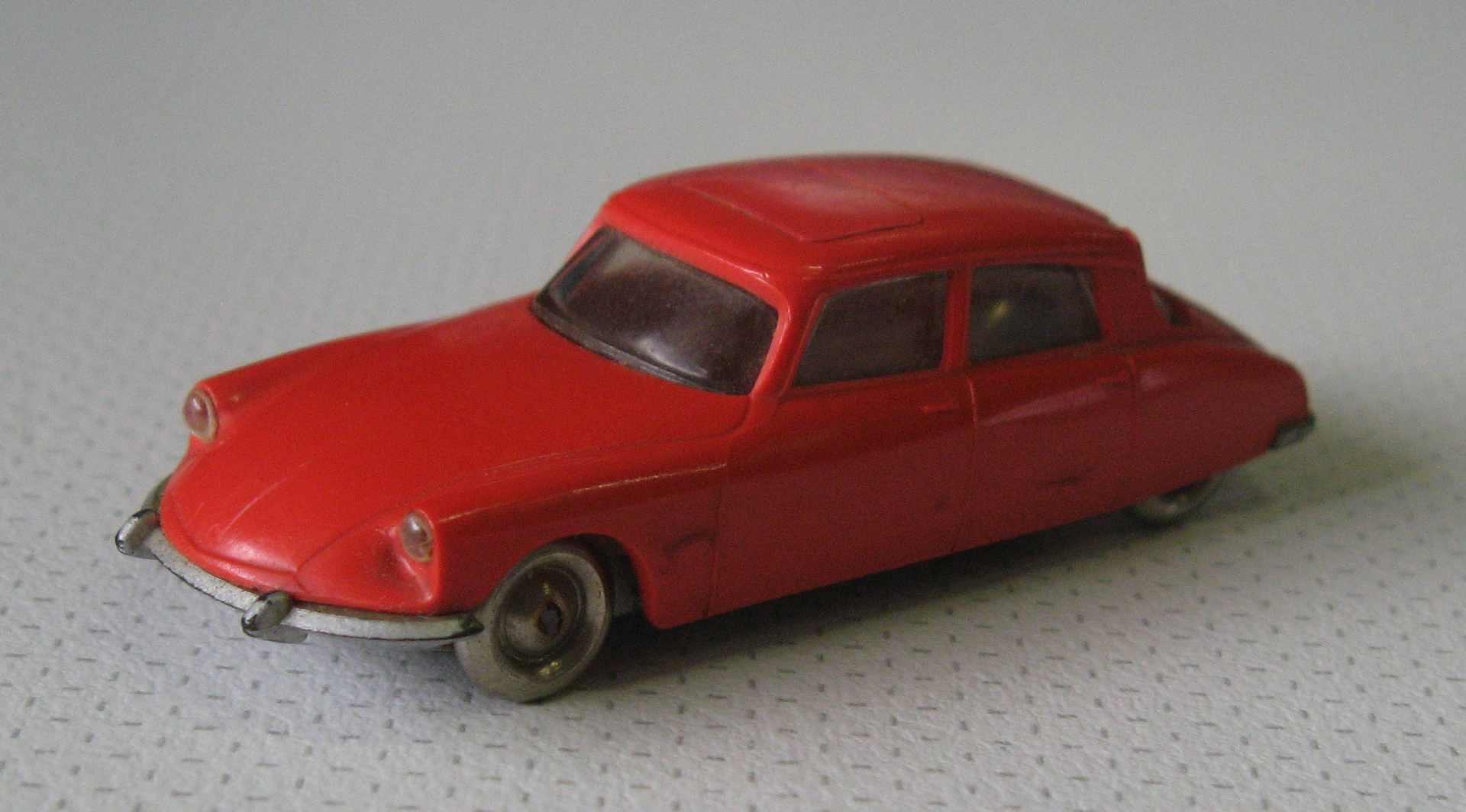
Lego-Modellfahrzeug Citroen DS 1:87 (1956–1968)

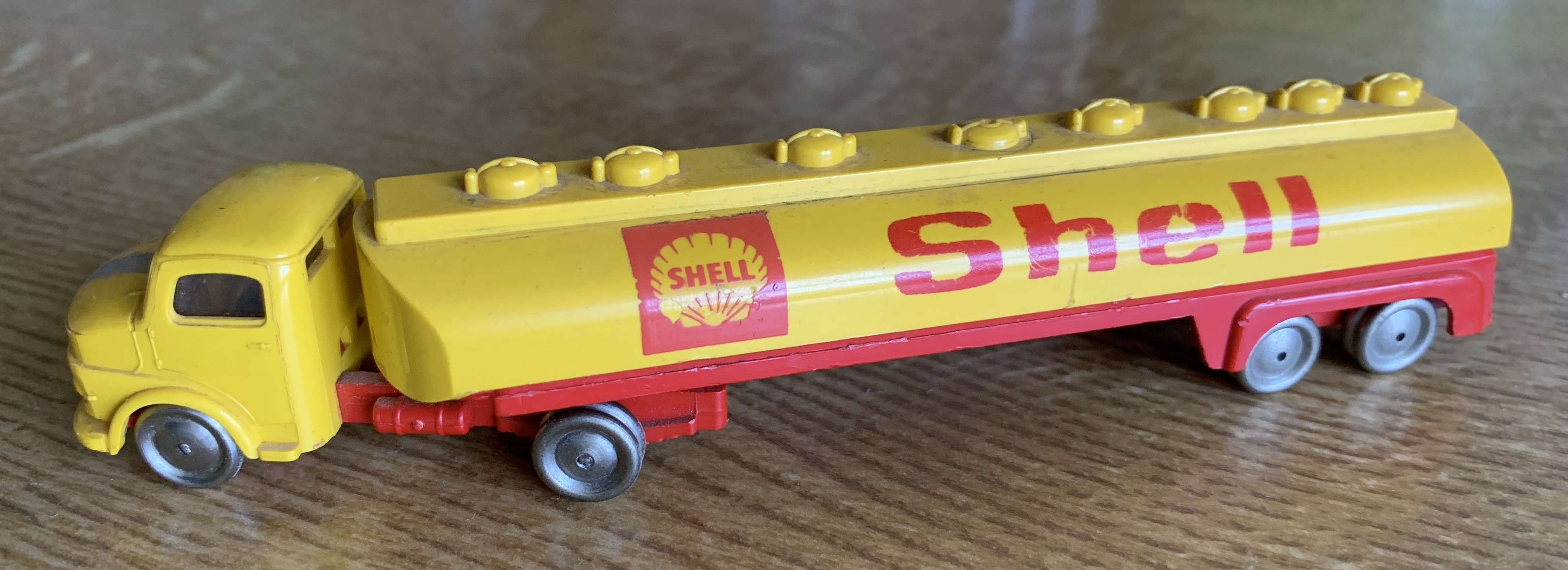
Lego-Modellfahrzeug 1:87 LKW (1956–1968)

Das Unternehmen wurde 1932 vom dänischen Tischlermeister Ole Kirk Christiansen zunächst zur Herstellung von Holzspielzeug gegründet. 1934 erfand er den Namen Lego als Abkürzung für „leg godt“, dänisch für „spiel gut“. Vermutungen, der Name sei vom lateinischen lego (ich lese, ich sammle) hergeleitet, werden vom Hersteller bestritten.
Kjeld Kirk Kristiansen, der Enkel des Unternehmensgründers, hält gemeinsam mit seinen drei erwachsenen Nachkommen 75 % der Aktien.
1947 kaufte Lego die ersten Kunststoff-Spritzgussmaschinen; zunächst wurden Rasseln hergestellt.
1949 wurden Bausteine eingeführt, die den heutigen Steinen bereits ähnelten. Anfänglich nannte Christiansen seine Spielsteine „Automatic Binding Bricks“. Es handelte sich um farbige Kunststoff-Quader aus Celluloseacetat, deren Oberseiten, wie bei den heutigen Steinen, mit Noppen besetzt waren. Die Unterseite war jedoch völlig hohl, was dazu führte, dass mit diesen Steinen gebaute Modelle nicht besonders stabil waren. Dieses Problem wurde beseitigt, indem in die Unterseite der Steine Röhren integriert wurden. Das ermöglichte außerdem, dass die Steine auch seitlich versetzt aufeinander gesteckt werden konnten. Dieses Kupplungsprinzip wurde am 28. Januar 1958 zum Patent angemeldet, das 1978 auslief.
Das britische Unternehmen Kiddicraft, gegründet 1932 von Hilary Page, hatte prinzipiell baugleiche Spielzeugsteine aus Kunststoff bereits ab Ende der 1930er Jahre produziert. Lego übernahm das Design, nachdem es Muster des englischen Fabrikats erhielt. Da Kiddicraft nur das Patentrecht in Großbritannien erworben hatte, konnte Lego das Produkt international vertreiben. Nach dem Tod von Hilary Page 1957 liefen dessen Patente in Großbritannien bald aus; Lego erwarb 1981 alle Patentrechte des Unternehmens Kiddicraft.
Von 1955 bis 1968 produzierte Lego – ab 1958 auch in einem Werk im schleswig-holsteinischen Hohenwestedt – Modellfahrzeuge aus ABS-Kunststoff mit Rädern und Achsen aus Metall. Die Modelle wurden realen Vorbildern im Maßstab 1:87 (Nenngröße H0) nachempfunden. Die Serien umfassten 13 PKW- und drei VW-Transporter-Modelle in transparenten Garagen, zwei verschiedene Lastwagen-Typen (Bedford A und Mercedes-Benz Kurzhauber) mit verschiedenen Aufbauten, sowie Zubehör wie Zweiräder, Tankstelle, Verkehrsinsel, Bäume, Straßenleuchten und Verkehrszeichen, die in den letzten Jahren auf die Lego-Noppen steckbar waren. Passende Gebäude konnten aus den bereits vertriebenen Bausteinen gebaut werden, ergänzbar durch weitere Elemente wie Garagentor und spezieller Grundplatte.
Ab 1996 war der Legostein vom Deutschen Patent- und Markenamt als Marke eingetragen. Dagegen gingen mehrere Wettbewerber vor. Am 16. Juli 2009 bestätigte der Bundesgerichtshof in letzter Instanz die vom Bundespatentgericht ausgesprochene Löschung der Marke. Im Interesse der Allgemeinheit müssten Formen vom Markenschutz freigehalten werden, deren wesentliche Merkmale eine technische Funktion erfüllten. Die Noppen auf der Oberseite des Spielsteins seien Teil des für Lego typischen Klemmsystems und hätten damit ausschließlich eine technische Funktion, urteilte der Bundesgerichtshof. Entsprechend urteilte am 14. September 2010 der Europäische Gerichtshof.
Außer den Standard-Legosteinen machte die Familie Christiansen verschiedene Experimente und entwickelte Alternativen zu Lego. Ab 1967 wurde Modulex für Architektenbüros produziert: Die Steine hatten die Ur-Form mit der hohlen Unterseite, hatten 5/8 der Größe der originalen Legosteine und waren somit nicht kompatibel. Außer maßstabsgetreuen Modellen wurden aus diesen Steinen Hinweis- und Infotafeln hergestellt, beispielsweise für Krankenhäuser. Mitte der 1950er Jahre wurde von Ole Kirk Christiansens Sohn Gerhardt Kirk das Unternehmen BILOfix gegründet, das neben Holzspielzeug auch eine Art Werkzeug-Baukastensystem herstellte.
Die Produktpalette von Lego wurde ständig erweitert, etwa um Platten und Schrägdach-Teile, später um Räder, transparente Steine und Figuren. So gibt es Tausende verschiedener Bauteile (Stand März 2013: ca. 78.000 verschiedene Bauteile bei 96 Farben, wobei nicht jedes Bauteil in allen Farben gefertigt wird). Nach wie vor können alle auf irgendeine Weise miteinander kombiniert werden.
2003 machte das Unternehmen erhebliche Verluste (etwa 180–190 Millionen Euro). Zurückgeführt wurde das auf fatale Fehler im Management, das die klassischen Kinderthemen aufgab, beispielsweise den eingeführten Markennamen Duplo und das klassische Thema Legoland (Stadt). Der Verkauf von Star-Wars- und Harry-Potter-Produkten, die als Modethemen ins Programm genommen wurden und zuerst erfolgreich waren, stagnierte. Als „Rettung“ von Lego erwies sich die von vielen erwachsenen Lego-Fans als nicht Lego-typisch angesehene Bionicle-Serie. Ein Produkt dieser Serie kam unter die zehn meistverkauften Weihnachtsgeschenke in den USA.
Als Reaktion auf die Verluste wurde eine Rückkehr zu bewährten Themen versucht. Wirtschaftlich sichtbare Erfolge zeigten sich bereits im ersten Quartal 2005, als die Verluste auf 13,2 Millionen Euro reduziert werden konnten. 2006 wurden die Produktionsstätten in der Schweiz (Lego Produktion AG) sowie die Distributionszentren in Billund, Hohenwestedt, Flensburg, Dunkerque und Lyon geschlossen und nach Tschechien verlegt. Die deutsche Hauptverwaltung zog von Hohenwestedt nach München um.

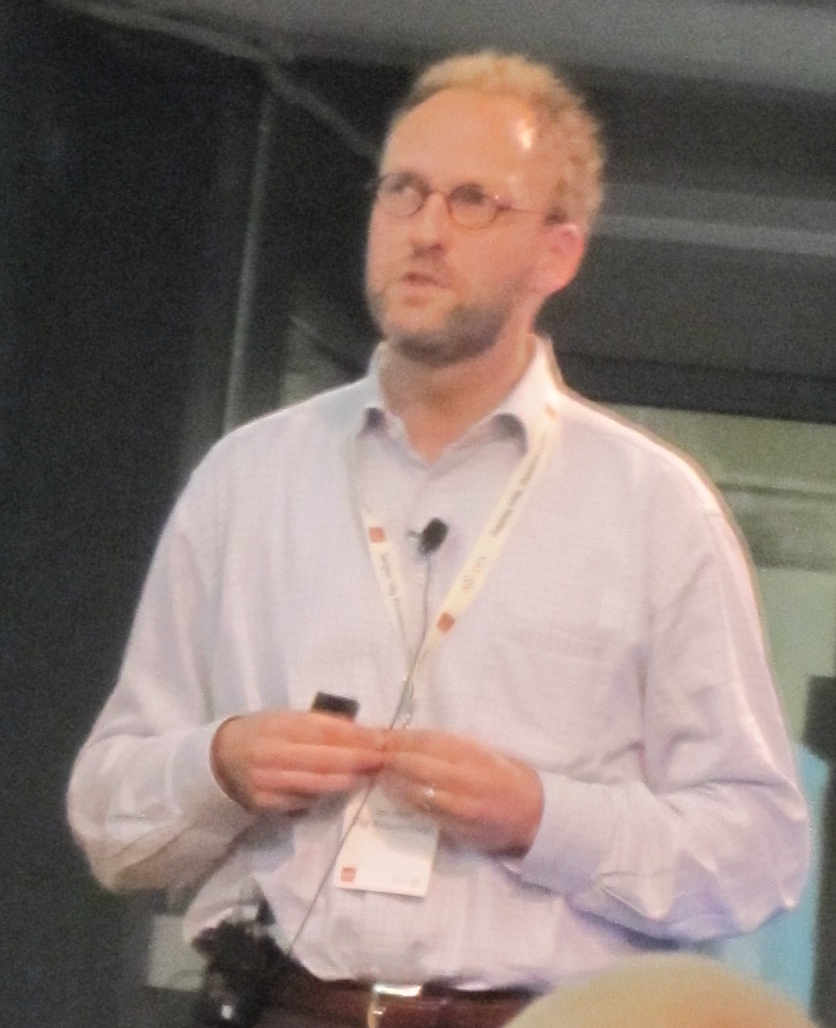
Jørgen Vig Knudstorp, ehem. Geschäftsführer der Lego A/S

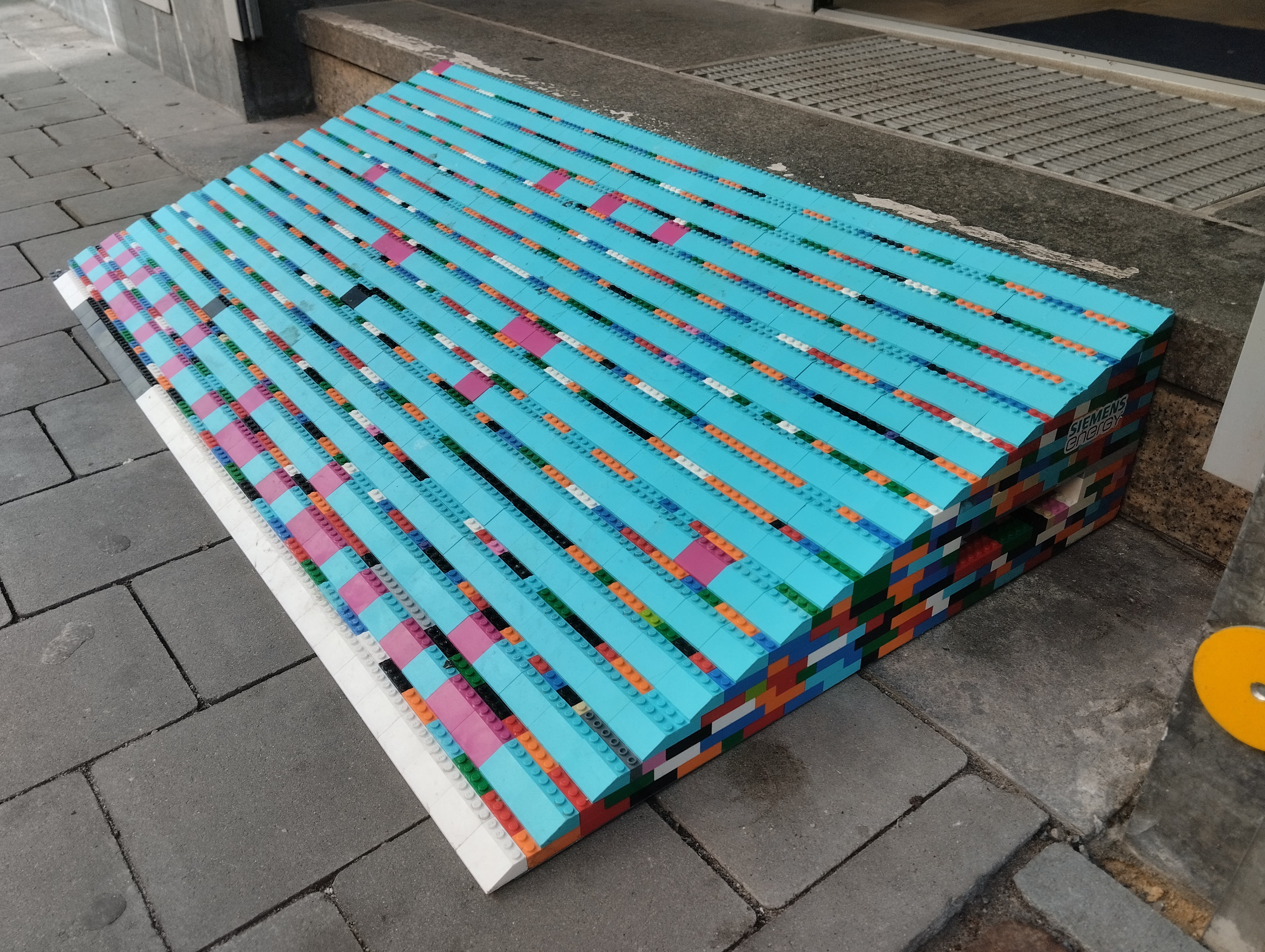
Einsatz von Lego als Baustoff eines barrierefreien Eingangs für die Nürnberger Beratungsstelle „Klara“

Einen Umschwung brachte Jørgen Vig Knudstorp. Sein Ansatz war: zurück zum Kerngeschäft. Dazu gehörte die Reduktion der über 14.000 Teile auf weniger als die Hälfte (Lego-Sets bestehen zu rund 70 Prozent aus Standardteilen), Wiedereinführung von Duplo und ein klassischeres Redesign der Sets.
Anfang 2010er Jahre gab es Kritik an den sich angeblich im Verkaufskonzept manifestierenden Geschlechter-Stereotypen, wie im Fall der Mädchen-Produkte-Reihe „Friends“ (mit deutlich höherem Anteil an Pink und Lila unter den Farben).
2016 wurde der Konzern in Deutschland durch das Bundeskartellamt zu einem Bußgeld in Höhe von 130.000 Euro verurteilt. Die deutsche Tochter des dänischen Spielwarenherstellers hatte gegen das Verbot der vertikalen Preisbindung verstoßen.
Ab 2018 wurden biegsame Elemente, die Pflanzen darstellen, bereits aus einem aus Zuckerrohr gefertigten Material hergestellt. Im 2020 kündigte der Konzern an, 400 Millionen Dollar in seine Nachhaltigkeitsprojekte und die Suche nach einem Ersatzmaterial für den aus Erdöl hergestellten Kunststoff zu entwickeln. Zunächst sollte bis 2030 der Anteil der aus recyceltem Plastik produzierten Teile auf 80 Prozent steigen bei 20 Prozent der Teile aus biologisch abbaubarem Material.
Im November 2019 kaufte Lego den weltweit größten Lego-Marktplatz Bricklink. Im Dezember 2021 kündigte Lego den Bau einer neuen Produktionsstätte in Vietnam an. 2024 soll die Produktion in Vietnam erstmals anlaufen, die volle Kapazität jedoch erst nach 15 Jahren erreichen. Mit 4.000 geplanten Mitarbeitern wäre der Standort bei voller Kapazität nach Tschechien das zweitgrößte Werk von Lego. Im Juni 2022 wurde ein weiteres Bauprojekt bekannt gegeben: in Virginia, USA soll bis 2025 ein neuer Standort mit insgesamt 1.760 Beschäftigten entstehen.

## Gestaltung, Herstellung, Material und Verträglichkeit
Seit ihrer Einführung 1949 waren Legosteine in allen Varianten in erster Linie Teil eines Systems. Heutige Legosteine passen trotz aller Änderungen in der Form noch immer mit den alten Steinen zusammen, sofern sich das verwendete Material Celluloseacetat nicht durch Alterung zu sehr verformt hat. Dieses Problem umgeht der seit 1963 verwendete Kunststoff Acrylnitril-Butadien-Styrol-Copolymerisat (ABS), der überdies durch seine Elastizität bessere Klemmeigenschaften besitzt. Transparente Bauelemente bestehen aus Makrolon, einem Polycarbonat, Achsen aus Polyamid. Rote und gelbe Bausteine von Lego, die zwischen 1963 und 1981 gefertigt wurden, können unter Magensäure-Bedingungen krebserregendes Cadmium in heutige Grenzwerte weit überschreitenden Mengen abgeben.
Bei den Farben gab es 2004 erstmals Änderungen, darunter der Wechsel von „Altgrau“ auf „Neugrau“.

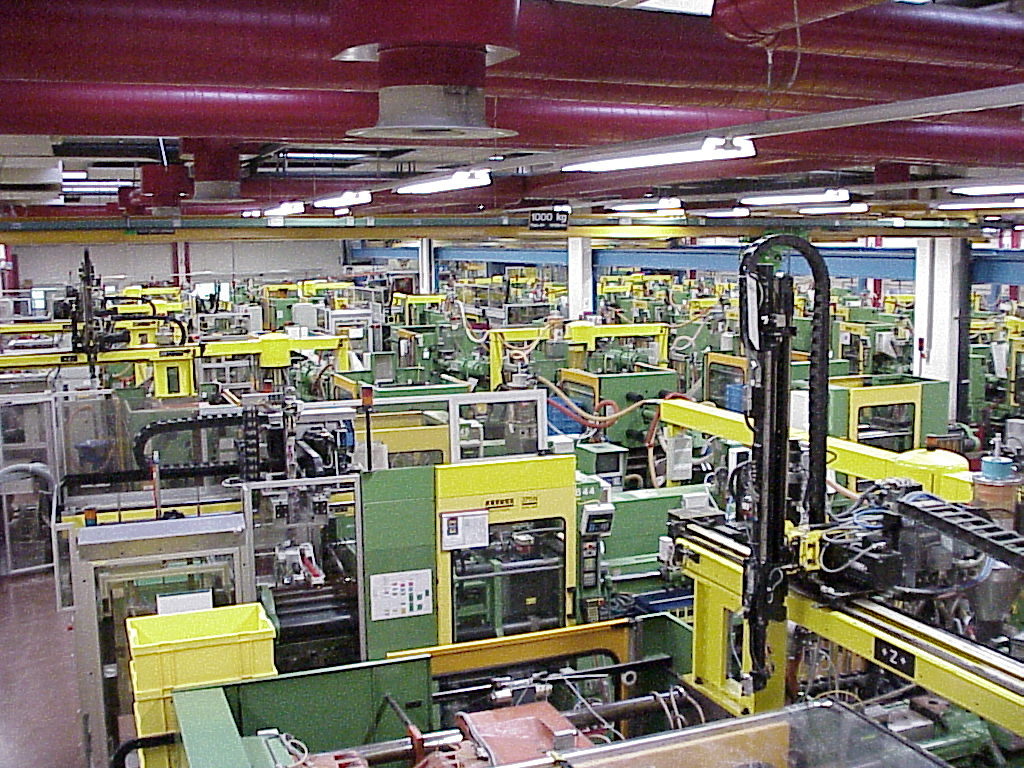
Ehemalige Lego-Spritzerei in Neuhof, Baar ZG, CH (2005)
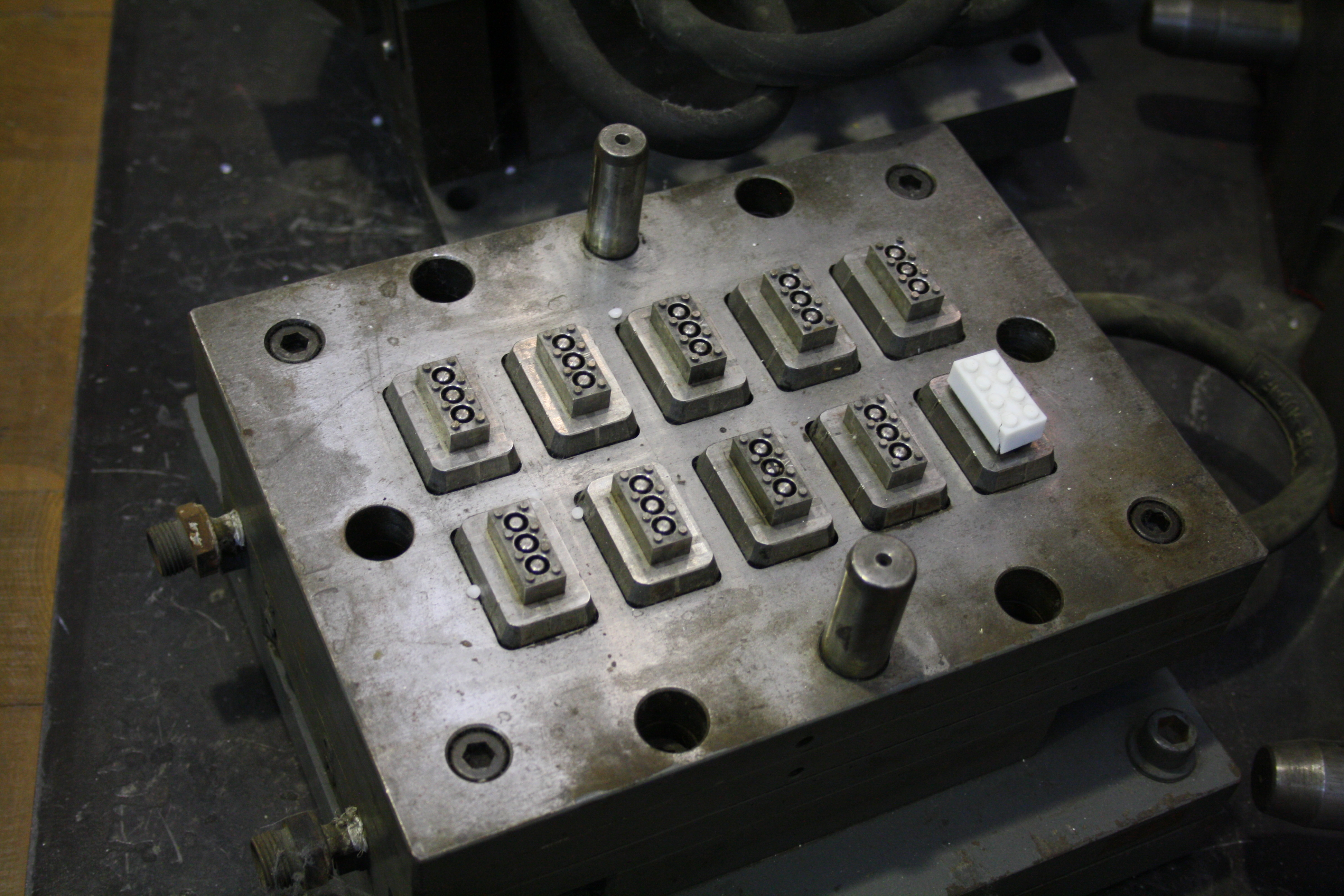
Lego-Spritzgusswerkzeug, Unterseite
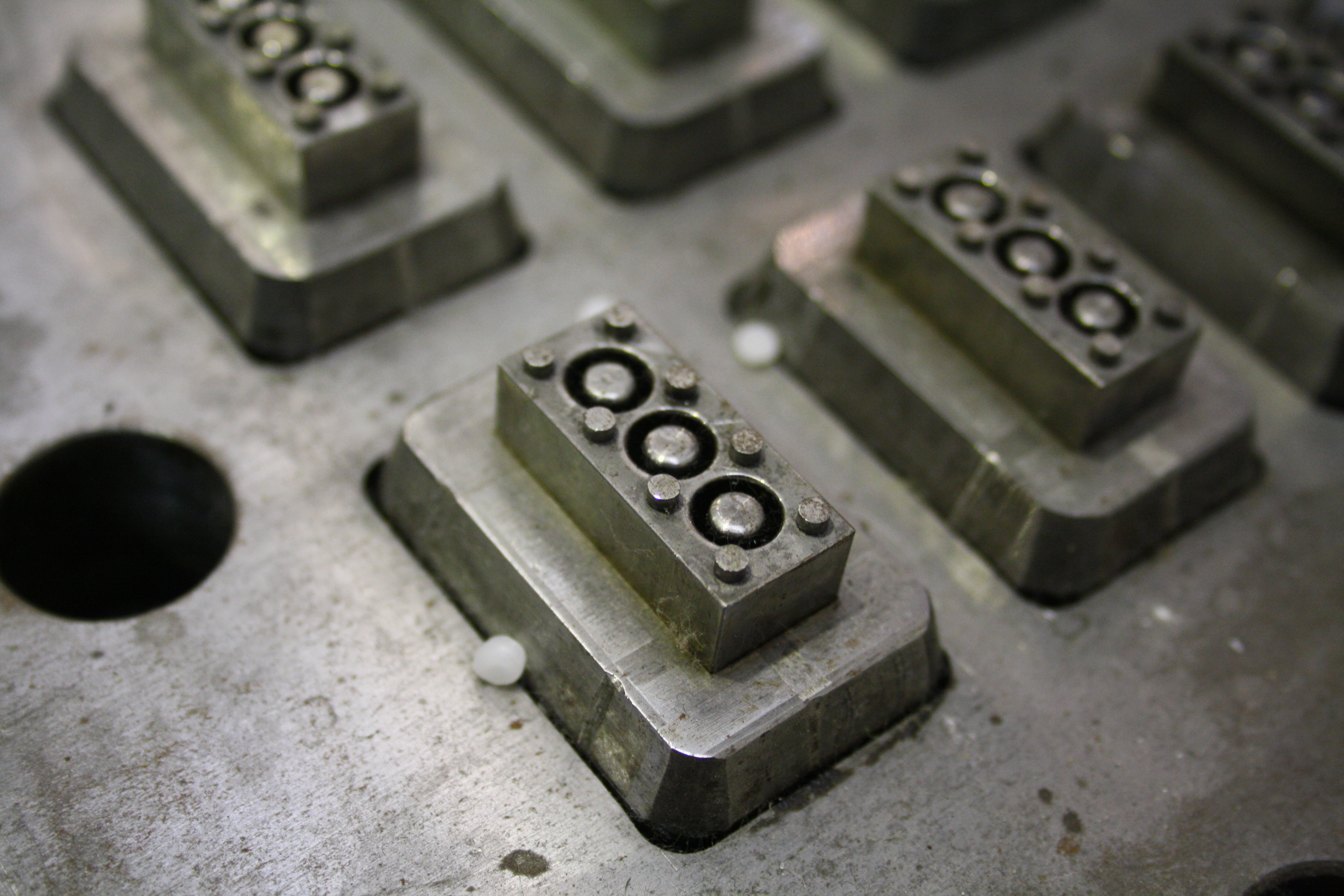
Lego-Spritzgusswerkzeug, Detail Unterseite
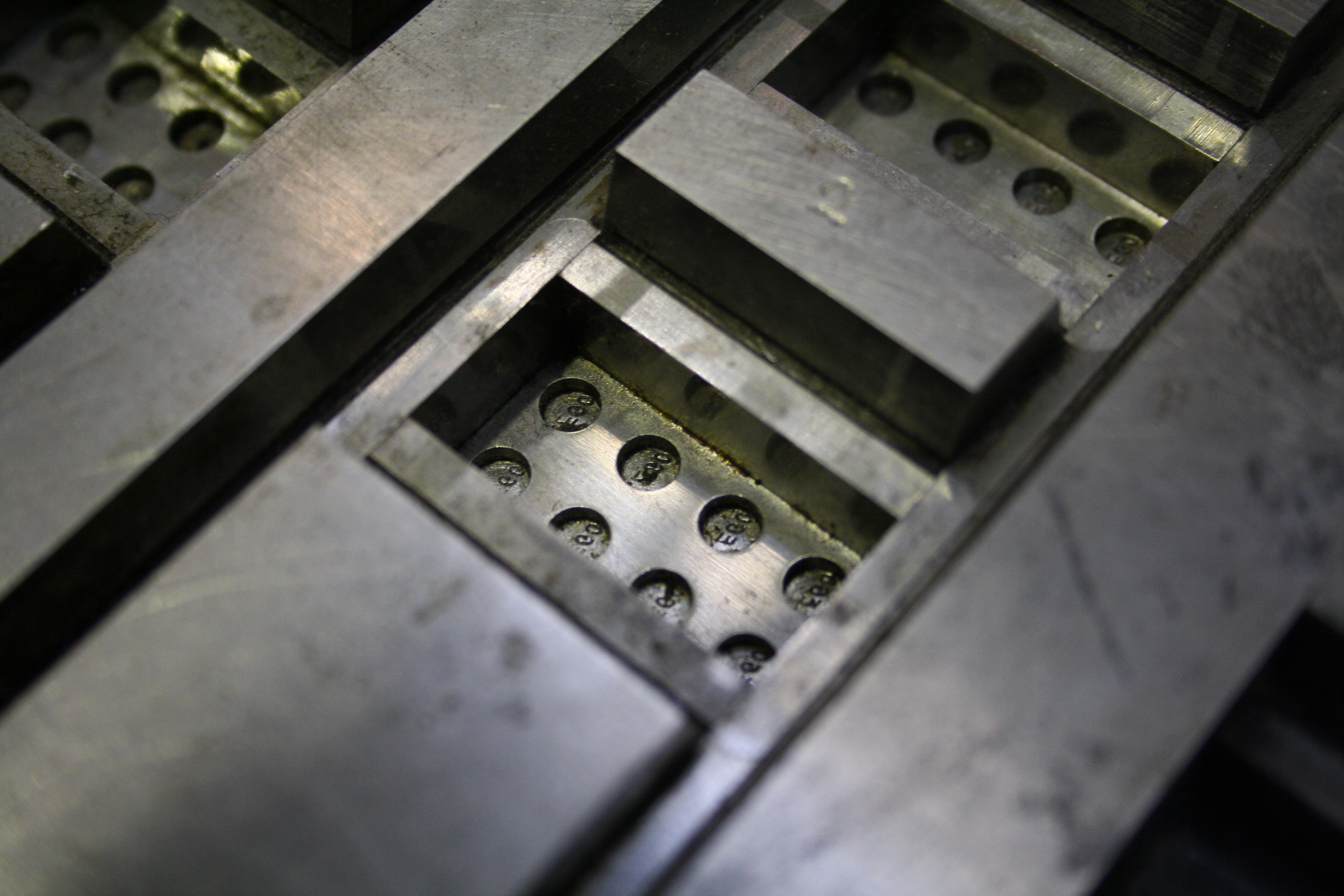
Lego-Spritzgusswerkzeug, Detail Oberseite

Lego produziert in Dänemark, Ungarn, Tschechien und Mexiko sowie seit 2016 in Jiaxing (China).
Nachdem 2020 vor allem durch erwachsene Lego-Fans auf die Problematik der Farbtreue von neu erschienenen Sets aufmerksam gemacht worden war, wurde dieses Problem im Rahmen des Lego Fan Days im September 2020 durch Lego eingeräumt. Nach Bjarke Schønwandt, Direktor des Lego-Qualitätsmanagements, sei die Beschwerdequote 2020 insgesamt stark angestiegen, wobei jedoch 86 % der Beanstandungen auf fehlende Teile entfielen und etwa 10 % auf systematische Fehler. Mit Blick auf das Problem der Farbabweichungen konnten zwei Ursachen festgestellt werden: Ein Bauteil sei zu lange in der Spritzgussmaschine verblieben; das Problem sei mittlerweile behoben. Andere Fälle ließen sich auf seit zwei Jahren beobachtete größere Unterschiede bei den zugelieferten Granulaten zurückführen, auch wenn diese noch innerhalb der Toleranzen lägen. Das Problem sei noch nicht gelöst worden und die Ursache werde weiter untersucht, hieß es von Lego. In einer Stellungnahme des Lego-Kundenservice machte dieser zudem deutlich, dass es durch das Recycling alter Steine im Produktionsprozess ebenfalls zu leichten Farbabweichungen zwischen verschiedenen Chargen kommen könne.

## Rastermaß, Kompatibilität
| Maß | Lego („System“) | Duplo   | Quatro  | Primo                                        |
| --- | --------------- | ------- | ------- | -------------------------------------------- |
| Breite (Raster) | 8 mm            | 16 mm   | 32 mm   | 48 mm                                        |
| Breite (1×1-Baustein) | 7,8 mm          | 15,6 mm | 31,2 mm | 46,8 mm                                      |
| Höhe (Bausteinhöhe) | 9,6 mm          | 19,1 mm | ?       | 38,3 mm (davon 5 mm Röhrchenüberstand unten) |
| Plattenhöhe (relativ) | 1/3             | 1/2     | 1/3     |                                              |
| Das Rastermaß spiegelt die Vergrößerung eines Bauwerks durch Anfügen eines Steins wider; an einem Stein ist es der von Noppenmitte zu Noppenmitte messbare Abstand. |                 |         |         |                                              |

Maße von Legosteinen

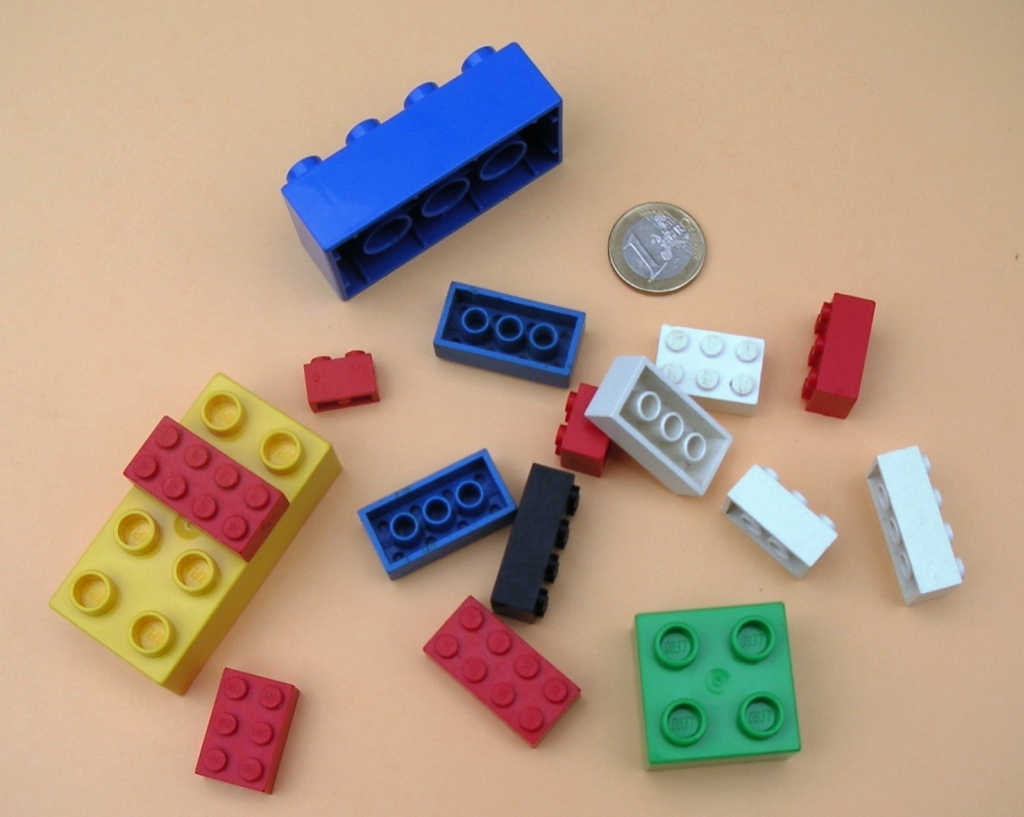
Vergleich von Lego- und Duplo-Steinen

Zwischen verbauten Steinen sind seitlich einige Zehntel-Millimeter Luft als Fuge eingeplant. Die Steine sind also etwas schmaler als die Rasterung, bei Lego ist etwa der 1×1-Stein 7,8 mm und bei Duplo 15,6 mm breit. Das ermöglicht das leichte Einfügen eines Steins in eine Lücke, sogar wenn der Stein etwas verzogen, verbogen oder aufgeraut ist. Das Bauwerk toleriert so auch eine gewisse Verbiegung der Grundplatte und wird etwas flexibel. Das grobe Niederbrechen einer Mauer wird möglich, und die Steine werden vor Überlastung geschützt.
Die Noppen von Lego sind oben mit „LEGO“ beschriftet, die Noppen von Primo oben und der Grund in den hohlen Duplo-Noppen mit „LEGO“ oder „DUPLO“.
|        | Lego                                                   | Duplo                      | Quatro | Primo |
| Lego   |                                                        | sitzt auch auf Lego-Noppen |        | |
| Duplo  | 2×2-Steine und deren Vielfache passen auf Duplo-Noppen |                            | passt  | passt mit seiner unten vorstehenden Zylinderhülse klemmend über 4 Duplo-Noppen. Weil der Korpus weniger weit nach unten reicht, bleibt der einfache Primostein auf 4 Duplonoppen (genauso wie auf einer Primonoppe) trotz Nachbarnoppen frei drehbar. |
| Quatro |                                                        | passt                      |        | |
| Primo  |                                                        |                            |        | |

## Produkte und Produktserien

### System

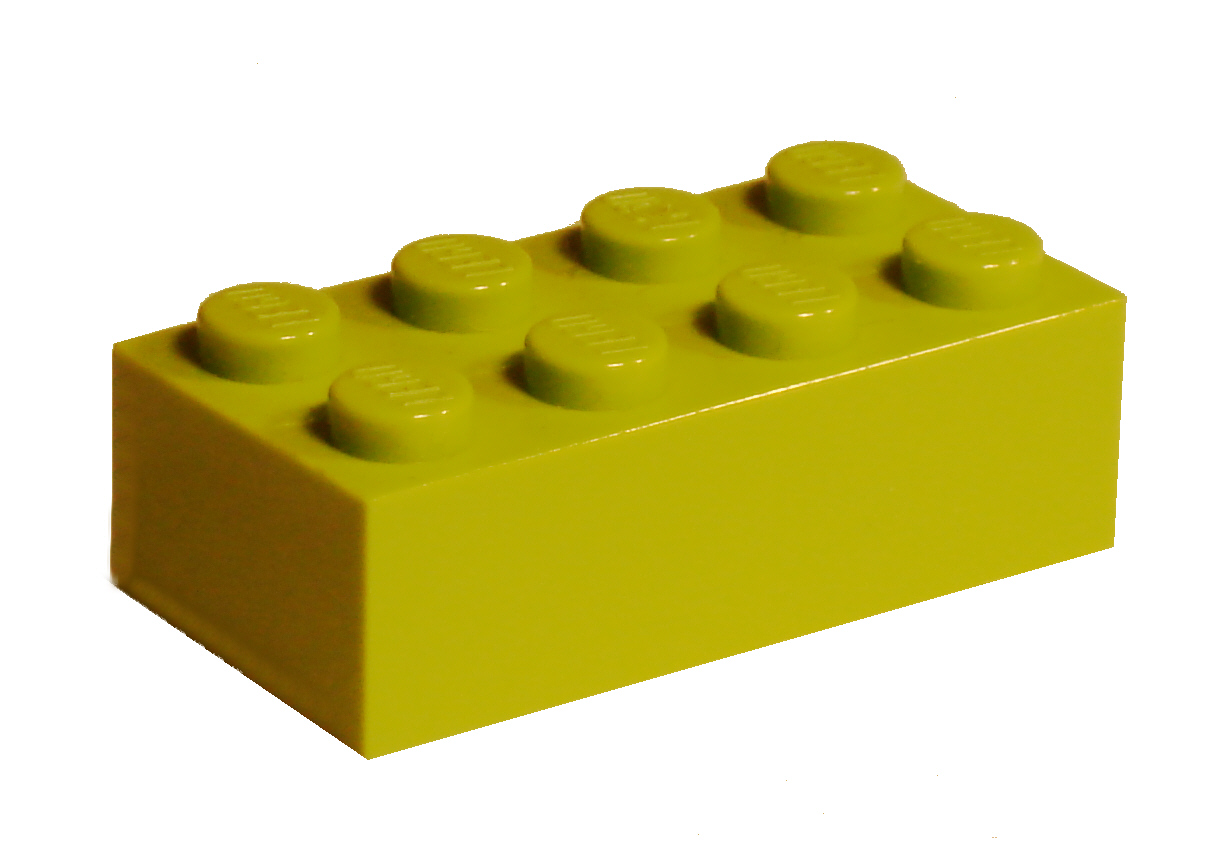
Ein typischer 4×2-Legostein

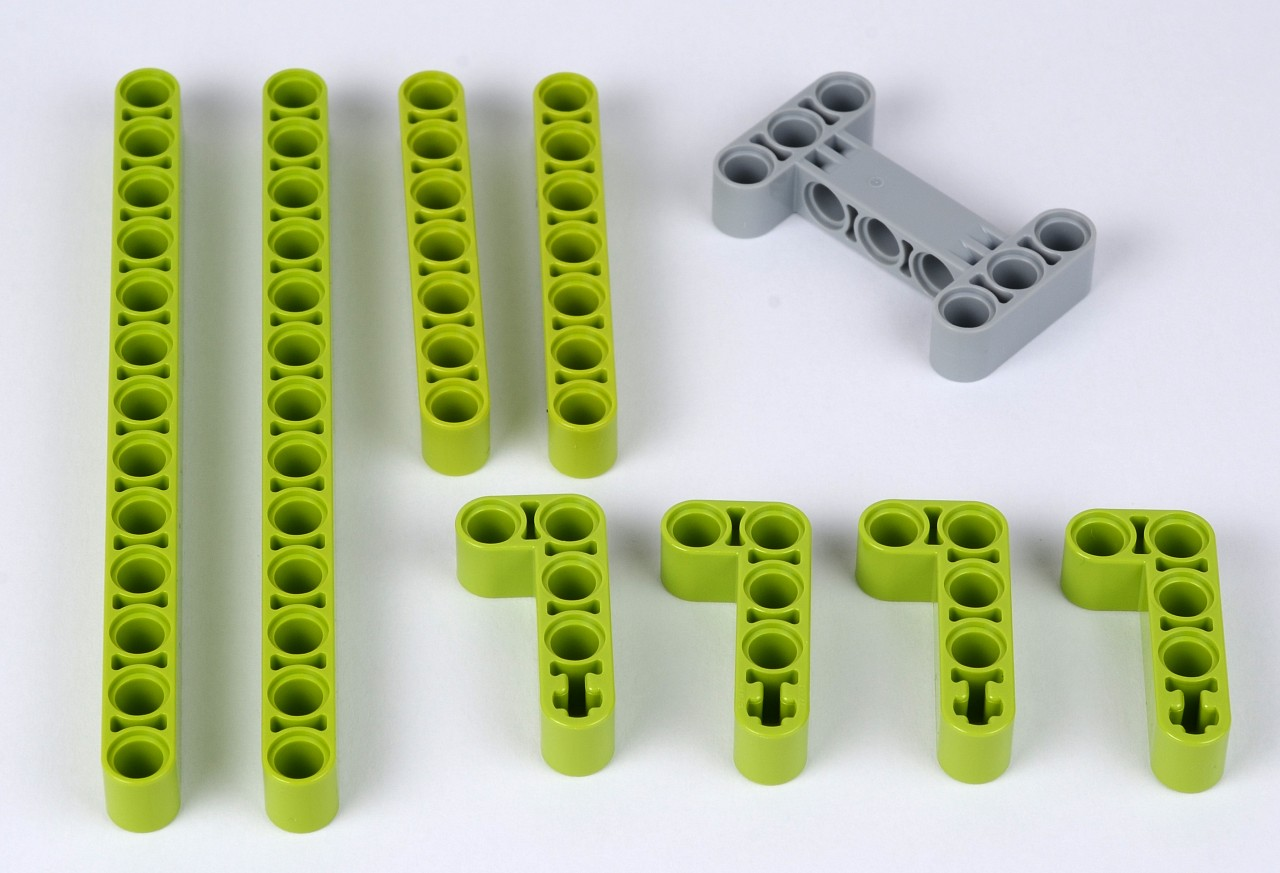
Einige beispielhafte Liftarm-Formen

Als System werden die Legostein-Rastermaße bezeichnet. Ein Basis-Legostein (mit einer Noppe) hat eine quadratische Grundfläche von 7,8 mm × 7,8 mm (Rastermaß ist 8,0 mm × 8,0 mm) und ist 9,6 mm (ohne Noppe) bzw. 11,3 mm (mit Noppe) hoch. Ein Lego-Baustein mit 4 × 2 Noppen entspricht im Maßstab 1:7 einem normalen Backstein mit 9 × 4½ × 3 Zoll (23 cm × 11,5 cm × 7,6 cm). Davon leiten sich die Größen fast aller anderen Legoelemente ab. Lego-Technic-Verbinder sind mit diesem Grundstein kombinierbar, indem man sie in die Röhren auf der Unterseite steckt.
Lego-Steine sind in normaler (brick) und flacher (plate) Höhe verfügbar. Drei gestapelt verbaute, flache Steine entsprechen der normalen Höhe. Fünf flache Steine in 2×2 Form ergeben gestapelt verbaut die kleinste darstellbare Würfelform.
Seit Ende der 1990er Jahre wurden zunehmend Technic-Elemente eingeführt, die nicht mehr die Noppen der klassischen Bausteine aufweisen. Diese Bauteile werden üblicherweise als „Liftarme“ oder „Technic-Beams“ (dt.: Balken) bezeichnet, sie werden vor allem über Pins und Achsen miteinander verbunden. Liftarme lassen sich mit den klassischen genoppten Technic-Lochbalken über Buchsen, Achsen und andere Verbinder kombinieren. In den Folgejahren verdrängten die Liftarme die klassischen Technic-Lochbalken vor allem im Themenbereich „Technic“ immer mehr, so dass Technic-Modelle mittlerweile meist kaum noch klassische Lochsteine aufweisen.

#### Figuren

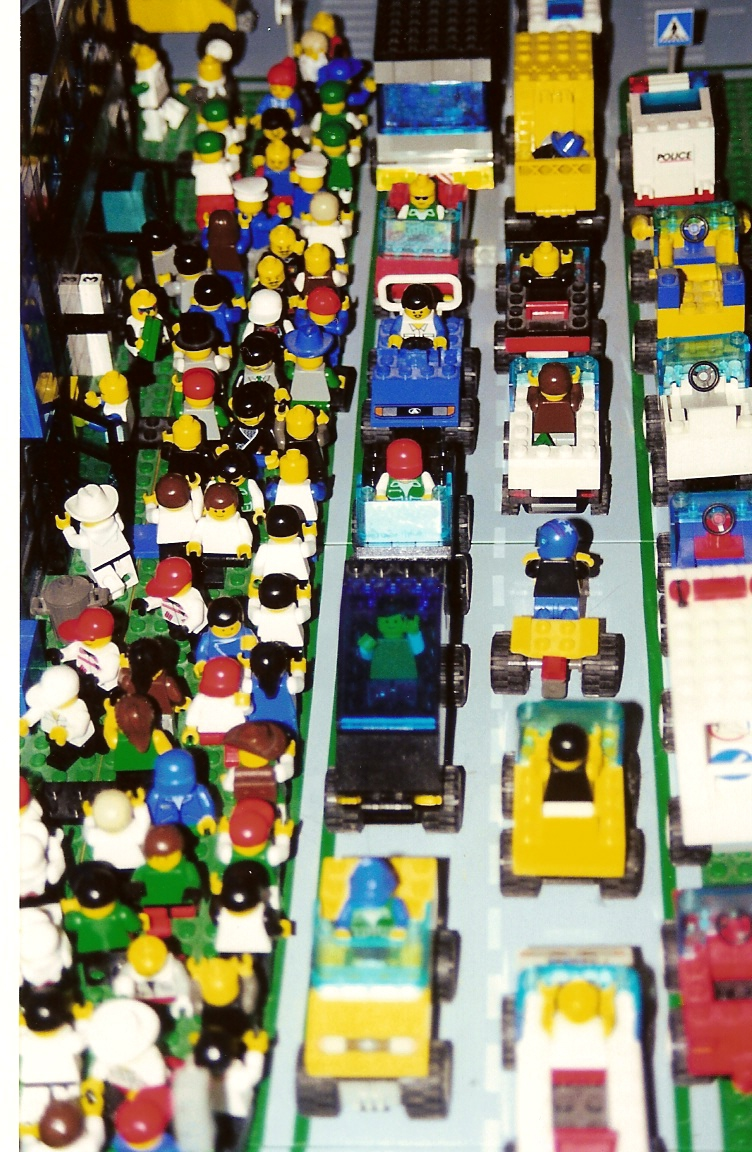
Lego-Männchen (Minifiguren) im Berufsverkehr

1974 wurden erstmals Teile verkauft, mit denen menschliche Figuren gebaut werden konnten. Es handelte sich um drehbare Kopf- und Armteile; die Unterkörper wurden mit herkömmlichen Steinen gebaut. Noch im selben Jahr wurden kleinere Figuren herausgegeben, die den heutigen Figuren ähneln, jedoch war nur der Kopf drehbar, nicht aber Arme und Beine. Die Köpfe waren ohne Gesicht.
1978 wurden dann die noch üblichen von Jens Nygaard Knudsen designeten Miniatur-Figuren vorgestellt, die sogenannten Minifiguren oder auch Minifigs. Sie sind ca. 42 mm hoch (Maßstab ca. 1:40) und können in Kopf, Ober- und Unterkörper zerlegt werden. Beide Beine sind getrennt voneinander an einem Gelenk-Scharnier mit der Hüfte verbunden. Die Arme sind ebenso wie die Hände und der Kopf drehbar. Zuerst hatten alle Figuren das gleiche Standardgesicht bestehend aus zwei schwarzen Punkten als Augen und einem gebogenen Strich als Mund. 1989 erschienen mit der Einführung des Piraten-Themas erstmals Figuren mit unterschiedlichen Gesichtsmerkmalen wie Gesichtsbehaarung, Augenklappen oder Sonnenbrillen.
1979 wurde außerdem die Serie Fabuland ins Leben gerufen, die für jüngere Kinder gedacht war. „Fabuland“ bestand aus größeren Bauteilen; bei den Figuren handelte es sich um Tiere, um die in den Bauanleitungen wie in einzeln verkauften Büchern und Hörspielkassetten Geschichten erzählt wurden. 1989 wurde die Serie aus dem Programm genommen.
1986 wurde ein Lego-Technic-Themenpaket bestehend aus vier Modellen (8620 (Schnee-Scooter), 8640 (Polar-Hubschrauber), 8660 (Rettungseinheit) und 8680 (Arktikstation)) auf den Markt gebracht, weiterhin 1988 das Amphibienflugzeug 8855. Hierzu gab es Figuren, die weitaus größer waren als die üblichen Miniatur-Figuren. Es war möglich, Kopf sowie durch Gelenke Arme und Beine zu bewegen.
2002 wurde die Actionfiguren-Serie Galidor ins Leben gerufen, die mit Legosteinen allerdings nur Lego-Technic-Verbindungen als Gelenke gemeinsam hatte.
Seit 2004 gibt es als Ergänzung zur damals Knight’s Kingdom genannten Ritter-Themenserie rund 20 cm hohe Ritterfiguren mit neuartigen Gelenken.
2011 wurde für die an Mädchen gerichtete Produktreihe Lego Friends neue Figuren eingeführt, die vom typischen Schema der Minifigur abweichen und als „minidolls“ (Mini-Puppen) beschrieben werden können.

#### Themenserien

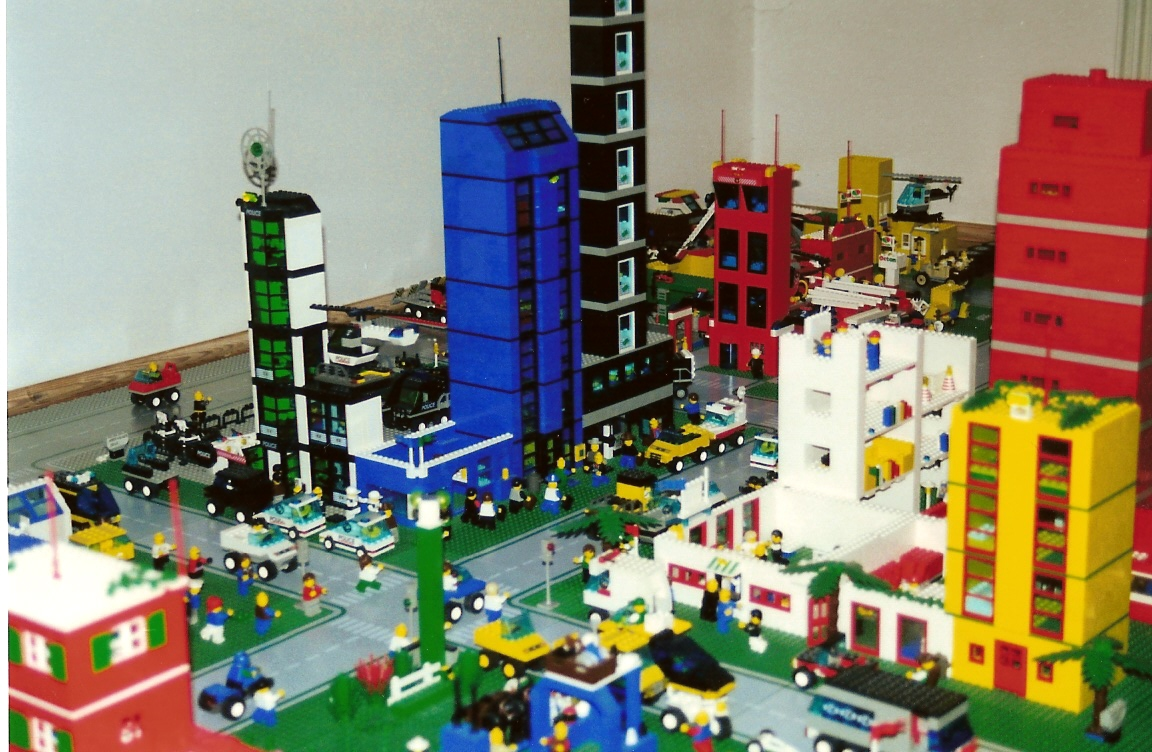
Detailreiche Lego-Stadt

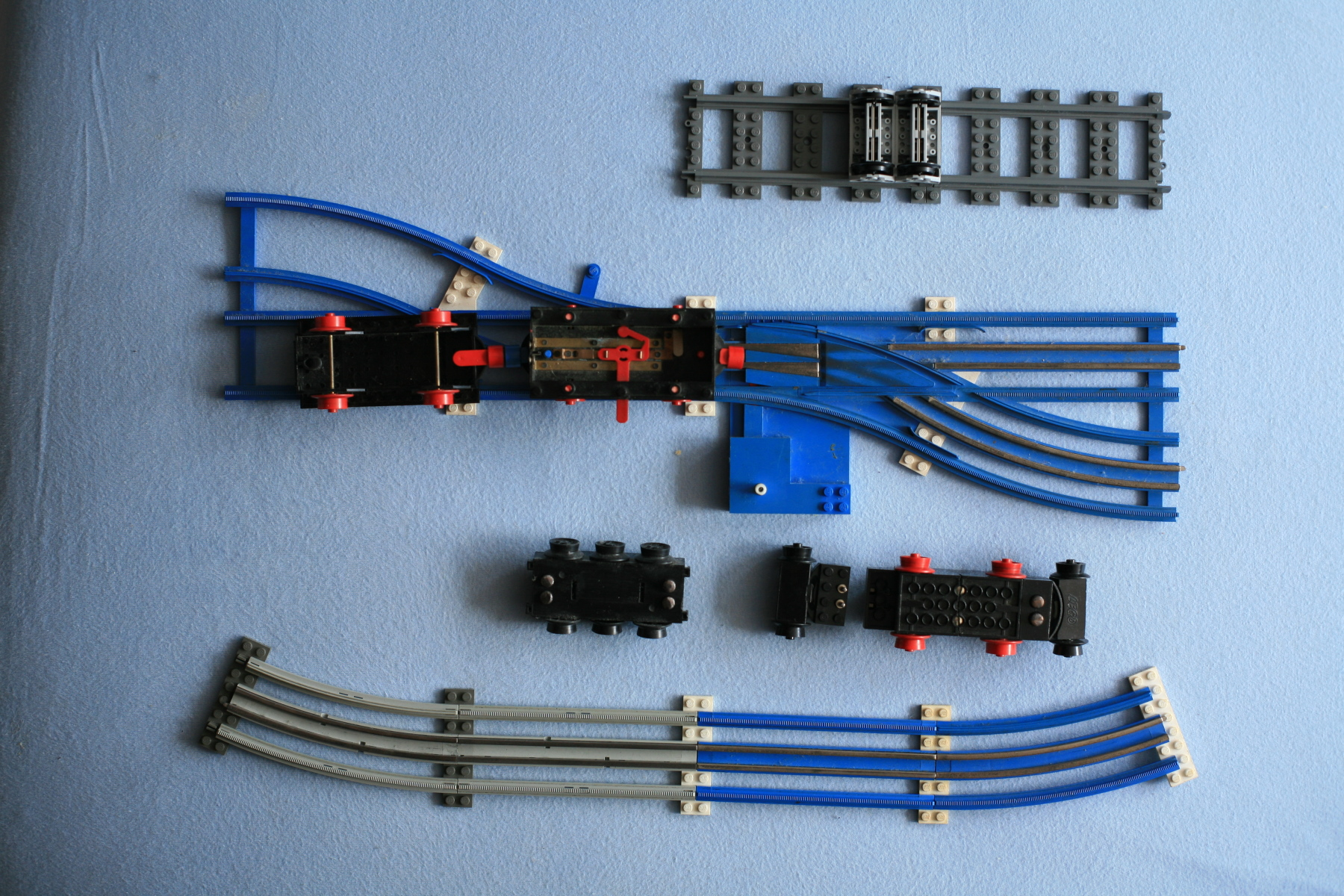
Eisenbahn-Systeme. Oben: 2006, batteriebetrieben; Mitte links: 4,5-Volt-System (mit offenem Batteriewagen), rechts 12 Volt (alt); unten links: 12 Volt „grau“ mit anderen Schwellen und (Mitte) Übergang zum alten Schienensystem

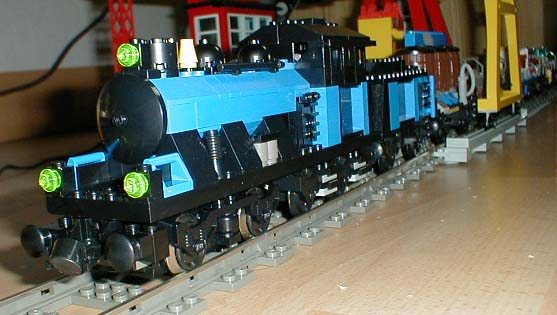
Große, blaue Schlepptenderlok aus der Serie MY own TRAIN

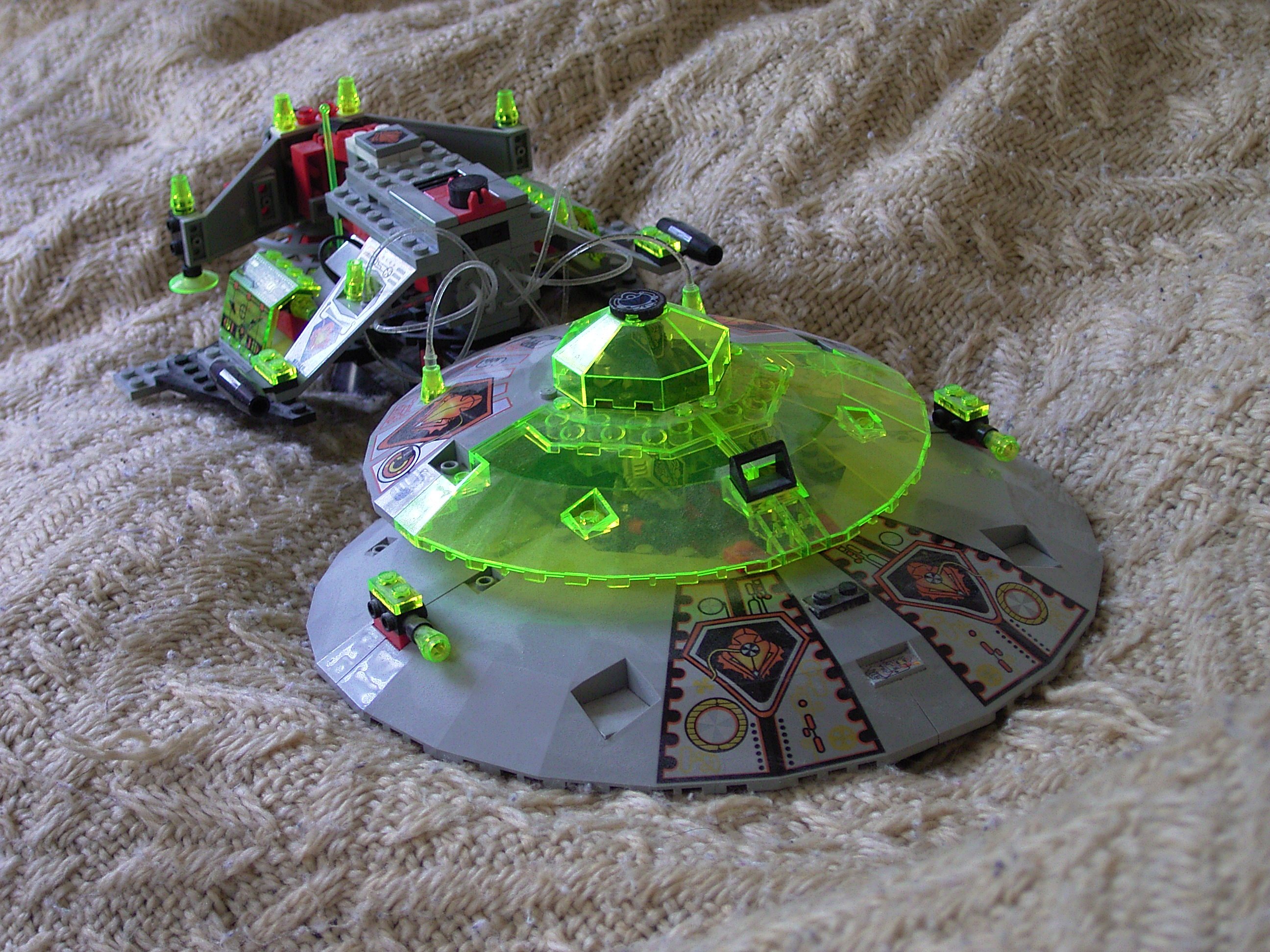
Lego-Raumschiff des UFO-Themas (1997)

Die Lego-System-Reihe besteht aus zahlreichen Themenserien, die in unterschiedlichen Zeiträumen produziert wurden.
- Architecture: Der Anfang dieser Serie lässt sich bis in die 1960er Jahre zurückverfolgen. Am Beginn dieser Entwicklung stand die Linie Scale Model, die Anfang 1962 begründet wurde und deren Bauteile nicht in den üblichen fünf Farben, sondern in Weiß gehalten waren, um die Kreativität von Ingenieuren zu unterstützen. Diese Linie wurde jedoch 1965 beendet; erst ab 2005 wurde die Serie mit Architecture in einer ähnlichen Art fortgeführt.
- Stadt/City/World City: Lego City (früher: Legoland), wie das Stadt-Thema derzeit heißt, ist das langlebigste und erfolgreichste Thema des Herstellers. Die Lego-City-Produkte beruhen auf Spielszenarien aus dem Stadtleben, so gibt es Polizeistationen, Feuerwehrstationen, Müllwagen oder Campingwagen, sowie meist zumindest jeweils eine speziell gestaltete Figur dazu.
- Burg/Knight’s Kingdom/Castle/Kingdoms: Das Burg-Thema wurde 1978 eingeführt und bis ins Jahr 1998 mit abwechselnden Unterthemen (wie Robin Hood) weitergeführt. Von 2000 bis 2006 wurde die Serie unter dem Namen Knight’s Kingdom vermarktet. Seit 2007 wird Lego Castle hergestellt. 2010 wurde der Name erneut verändert und die Serie unter dem Begriff Kingdoms geführt. Zum letzten Mal führte Lego ein klassisches Burg-Thema von 2013 bis 2015 wieder unter dem Namen Castle. Nach 2015 vertrieb Lego nur noch vereinzelt neue Sets aus dem Burg-Thema z. B. anlässlich von Jubiläen (2016, 2022) oder von Wünschen aus der Community (2021).
- Piraten: Piraten-Sets wurden von 1989 bis 2002 produziert. Eine weitere Serie kam 2009 und 2010 unter dem Namen Pirates in den Handel. Seit April 2015 sind neue Pirates Sets im Handel.
- Western: Western wurde nur 1996 und 1997 produziert, dann aber mangels Erfolgs wieder eingestellt. 2002 gab es eine kurze Neuauflage. 2013 wurde mit dem Thema „Lone Ranger“ erneut ein Westernthema aufgelegt.
- Wikinger: Das Wikinger-Thema wurde von 2005 bis 2006 vermarktet.
- Exo-Force: Exo-Force ist eine Produktreihe von Lego mit japanischem Animationsfilm-Charakter, die auf Mech-Roboter (Kampfmaschinen) spezialisiert ist. Wie auch in anderen Science-Fiction-Lego-Themen geht es dabei um den Konflikt zwischen Menschen und Robotern. Die Serie war 2006 ein großer Erfolg und nach Lego City und Lego Star Wars die meistverkaufte Reihe. 2007 kam aber ein Einbruch, weil nur die kleinen, billigeren Modelle verkauft werden konnten und die teureren Sets in den Läden blieben. 2008 wurden die letzten Exo-Force-Modelle produziert, da die Reihe als Fehlschlag angesehen wurde.
- Adventurer/Abenteuer/Pharaos Quest: Diese Serie wurde 1998 ins Leben gerufen und spielt als Abenteuer in Ägypten und seit 2000 auch im Dschungel Süd-Amerikas bzw. in einer Dinosaurier-Welt. 2011 wurde dann das Thema mit „Pharaos Quest“ erneut aufgelegt.
- Eisenbahn: Einer der größten Erfolge von Lego, vor allem in Deutschland, war die 1966 gestartete Spielzeugeisenbahn-Serie. Die Lokomotiven verfügten zunächst über 4,5-Volt-, ab 1969 über 12-Volt- und seit 1991 über 9-Volt-Motoren.
  - Während die Lokomotiven im 4,5-Volt-System einen Batteriewagen mitführen mussten, der durch Signale mechanisch an- und ausgeschaltet werden konnte, nahmen die Züge im 12-Volt-System die Spannung über zusätzliche Stromschienen auf, die in der Mitte des Gleises zwischen den Fahrschienen angebracht wurden. Die Anlage wurde von einem Netztrafo versorgt.
  - Die Gleise des 1991 eingeführten 9-Volt-Systems, das auch andere Elemente wie Sirenen und Blinklichter enthält, benötigen keine zusätzliche Mittelstromschiene, da die Stromleiter nunmehr als Metalloberfläche auf den Fahrschienen ausgeführt sind. Außerdem sind die Schwellen fest mit den Schienen verbunden. Die Montage der Gleise gestaltet sich damit wesentlich einfacher, allerdings sind sie zum 12-Volt-System nicht mehr voll kompatibel. Auf die Fernsteuerung von Weichen, Signalen und anderen Teilen wurde bei diesem System verzichtet.
  - Von Sommer 2006 bis 2009 gab es ein Eisenbahnsystem, bei dem die Stromversorgung über Batterien im Zug erfolgte. Die Geschwindigkeit wurde über einen Infrarotsender ferngesteuert. Die Motor-Fahrgestelle unterschieden sich von denen des 9-Volt-Systems nur dadurch, dass die Räder kein Metall zur Stromabnahme mehr enthalten; die Gleise unterschieden sich nur in dem Punkt, dass die Vorgänger-Schienen auf den Laufflächen mit Metall zwecks Stromfluss überzogen waren. Das 9-V-Infrarot-Batteriesystem ist daher zu den Vorgängersystemen abwärtskompatibel.
  - Im Sommer 2009 wurde ein neues System veröffentlicht, bei dem der Zug durch das in anderen Lego-Themen schon seit 2007 verwendete und fernsteuerbare Power-Functions-Motorsystem angetrieben wird. Dazu brachte Lego neue Gleise auf den Markt, die aus kleinen Abschnitten bestehen. Jeder Abschnitt besteht aus zwei Teilen, die sich zueinander in einem Winkel von einigen Grad verdrehen lassen. Viele dieser Abschnitte ergeben zusammen ein flexibles Gleis, mit dem sowohl Geraden als auch Kurven gebaut werden können.
  - In letzter Zeit sind verstärkt Modelle mit größerer Vorbildnähe erhältlich, so zum Beispiel Nachbildungen des Super Chief der Atchison, Topeka and Santa Fe Railroad und des Hogwarts-Express aus den Harry-Potter-Filmen. Dampfloks, Eisenbahnwaggons und Zubehör wurden von 2001 bis 2005 in der Produktreihe MY own TRAIN zusammengefasst. Zum ersten Mal konnte dort ein Lego-Set in verschiedenen Farben und Ausführungen bestellt werden (kleine Tenderlok, kleine Schlepptenderlok, große Tenderlok und große Schlepptenderlok; Farben: Blau, Schwarz, Grün, Dunkelgrau und Braun).
- Weltraum: Das Weltraum-Thema wurde 1979 aufgrund des Erfolgs von Star Wars aufgelegt und seitdem mit diversen wechselnden Unterthemen wie Space Police, Ice Planet, M:Tron, Mars Mission fortgeführt.
- Belville: 1994 wurde versucht, jenen Mädchen Lego näherzubringen, die sich nicht für das herkömmliche Bauklötzchen-System interessierten. Die Farbgebung der Steine war im Gegensatz zu den anderen Lego-Themen vorwiegend pink und beige. Abgelöst wurde Belville durch die 2012 neu eingefügte Serie Friends. Von der Lego-Friends-Reihe gibt es inzwischen mehr als 100 Bausets. Für die Zielgruppe der 5- bis 12-jährigen Mädchen wurde dazu eine eigene Stadt geschaffen: Heartlake City.[35]
- Spiele: 2010 hatte Lego einen Versuch gestartet, Brettspiele aus Legosteinen zu konstruieren. Die meisten der Brettspiele wurden als Würfelspiele konzipiert: Gewürfelt wird mit einem „Legowürfel“, der aus Gummi besteht und an seinen sechs Seiten Noppen zum Befestigen von Würfelbildern hat. Die derzeit beliebteste Lego-Spieleserie nennt sich „Heroica“ und behandelt ein interaktives Mittelalter-Brettspiel.
- Lizenzthemen: Zum Start des Kinofilms Star Wars: Episode I – Die dunkle Bedrohung ging Lego eine Kooperation mit Lucasfilm ein. Dadurch konnte der Hersteller lizenzierte Bausätze für Raumschiffe und ähnliches aus dem Star-Wars-Universum verkaufen. Ihnen lagen Minifiguren-Entsprechungen der Charaktere aus den Star-Wars-Filmen bei. Die Star-Wars-Serie beinhaltete außerdem Sets mit sehr vielen Teilen, die sogenannten Ultimate Collector Sets (UCS). Insgesamt gibt es über 240 Lego-Star-Wars-Sets. Eine ähnliche Kooperation schloss Lego für Harry-Potter-, Batman-, Spider-Man-, Pirates-of-the-Caribbean-, SpongeBob-Schwammkopf- und Indiana-Jones-Produkte. Hinzu kommen Lizenzprodukte zu den Filmreihen Toy Story und Cars von Walt Disney.[36] Ende 2011 wurde zudem eine weitere Kooperation abgeschlossen, diesmal für The-Lord-of-the-Rings-Produkte.[37]
- Creator und Creator Expert: Die Serie gibt es seit 2001, ihre Sets umfassten Häuser, Autos, Flugzeuge und Figuren; später wurde um mehrere Themenfelder erweitert. Viele Sets enthalten A-, B- und C-Modelle – es werden dann Anleitungen für drei verschiedene Modelle mitgeliefert. Diese Sets tragen das Label „3-in-1“. Für erwachsene Legofans gibt es die Creator-Expert-Serie, die unter anderem die Modulhausreihe umfasst. Es gab die Unterthemen X-Pods und Mosaics.

- Architecture: Dem Namen nach aufbauend auf die ursprünglich ganz in Weiß gehaltenen und an Ingenieure gerichteten Sets der 1960er Jahre, besteht diese Reihe ab 2005 aus Nachbauten historischer Gebäude wie beispielsweise dem Trevi-Brunnen, dem Eiffelturm, dem UNO-Hauptquartier in New York, dem Brandenburger Tor, dem Schiefen Turm von Pisa und vielen anderen. Seit 2016 kamen Skylines bekannter Städte, z. B. New York City, Sydney, London und Shanghai hinzu.

- Ideas (2008–2014: Cuusoo): Über eine Online-Plattform können Vorschläge für neue Sets eingereicht werden. Wenn ein Vorschlag bei der Gemeinschaft in einem gewissen Zeitraum mehr als 10.000 Unterstützer erreicht, nimmt ihn Lego in die nähere Prüfung. Der Vorschlag wird dann evtl. in Serie produziert, oft jedoch leicht verändert, manchmal stark verändert.[38]

- Model Team: Diese Serie wurde 1986 eingeführt, in Deutschland erst ab 1990. In den Katalogen wurde die Serie bis um die Jahrtausendwende geführt, 2004 wurde einmalig ein Set erneut aufgelegt. Die Serie bestand nahezu ausschließlich aus Fahrzeugen, die sehr modellhaft gestaltet waren und daher oftmals als Deko-Objekte verwendet wurden. Wo nötig, wurden Elemente aus der Technic-Serie benutzt (Räder, Lenkungen), das Erscheinungsbild der Modelle unterscheidet sich aber deutlich von den Technic-Modellen dieser Zeit. Die Serie wurde 1999 eingestellt, jedoch erfuhr der 5541 Blue Fury im Jahr 2004 als 10151 Hot Rod eine Neuauflage unter der Legends-Reihe. Die seit 2008 veröffentlichten Fahrzeugmodelle der Creator (Expert)- bzw. Icons-Reihe, die größtenteils auf echten Fahrzeugen basieren, stellen einen konzeptionellen Nachfolger der Model-Team-Reihe dar.

- Ninjago: Ninjago ist eine Reihe von zusammengehörigen Sets, die der gleichnamigen TV-Serie Ninjago entspringen. Es geht um sechs Ninjas, die das Böse bekämpfen.
- Hidden Side: Spukenden Geister in der Stadt Newbury sollen gefangen werden bzw. die Bürger und Bürgerinnen der Stadt sollen von ihnen befreit werden. Das Geistergeschehen und -fangen findet vor allem in einer Smartphone-App statt.

- Dreamzzz: Die Sets der Dreamzzz-Reihe entspringen der gleichnamigen TV-Serie Dreamzzz. Es geht um sieben Traumwächter, die die Traumwelt vor dem Albtraumkönig und seiner Armee beschützen.

Mit den Lizenzprodukten erwirtschaftet Lego mindestens ein Drittel seines Umsatzes, auf dem US-Markt noch wesentlich mehr. Der Bayerische Rundfunk stellte in einem Beitrag vom Januar 2013 eine zunehmende Militarisierung der Star-Wars-Serie (u. a. durch immer detailliertere Ausführung von Handfeuerwaffen, Verwendung von Tarnfarben usw.) ebenso wie eine zunehmende Aggressivität im Gesichtsausdruck der „bösen“ Figuren anstelle des früheren neutral-freundlichen Ausdrucks fest und konstatiert: „2000 und 2010 muss Lego beschlossen haben, dass sich Friedfertigkeit nicht mehr lohnt. Vielleicht ist es der Einfluss von Lizenz-Linien wie Harry Potter, Spider-Man oder Herr der Ringe, der es nötig macht, dass man die Frage von gut und böse nicht mehr den Kindern überlassen darf.“
- Saisonprodukte/Sonderprodukte
  - Seit einigen Jahren erscheint zu Weihnachten der Lego-Adventskalender. 2007 gab es für Mädchen den Belville-Kalender. Außerdem wurden ein Weihnachtsmann, ein Engel und ein Tannenbaum angeboten. 2008 war Lego-Geschenkpapier mit einem speziellen Aufdruck erhältlich. Weiterhin wurde zu Halloween ein Kürbis angeboten.
  - Das Sortiment wurde außerdem um viele andere Produkte ergänzt, wie Magnet-Sets in Form von Legofiguren, Brotbüchsen, Stifte und anderes mehr.

### Duplo

Lego-Duplo-Logo

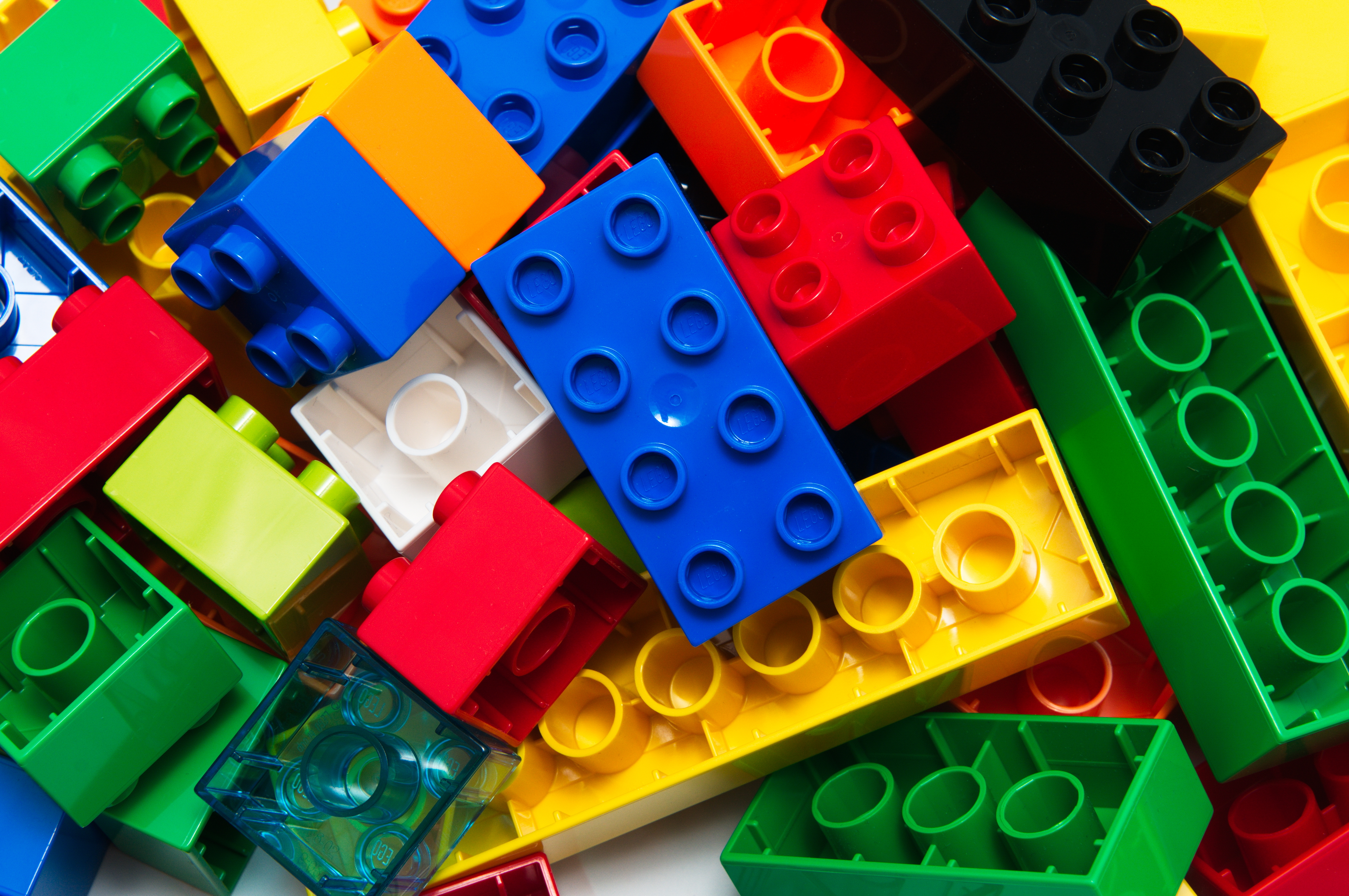
Lego Duplo

Duplo-Steine sind im Maßstab 2:1 vergrößerte Legosteine, was den Namen erklärt (von lateinisch duplus „doppelt, noch einmal so groß“). Die herkömmlichen Legosteine sind für Kinder unter drei Jahren nicht geeignet, da Kleinteile verschluckt werden können. Daher wurde 1969 das Duplo-System eingeführt, das laut Verpackung für Kinder von 1½ bis 5 Jahren geeignet ist. Beide Systeme sind kombinierbar, da die Noppen der Duplo-Steine derart ausgehöhlt sind, dass genau eine Röhre eines Legosteines hineinpasst. 2002 wurde Duplo in Lego Explore umbenannt, jedoch ist es seit 2004 wieder als Lego Duplo auf dem Markt. Darüber hinaus umfasste die Explore-Reihe auch Sets, die Kindern das Experimentieren mit Musik ermöglichten. Dabei konnten spezielle Bausteine in ein Musikwiedergabegerät gesteckt werden, um verschiedene Instrumente und Melodien zu kombinieren.

### Technic

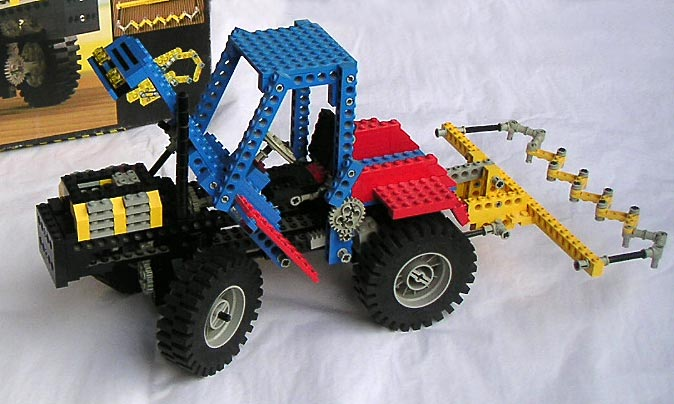
Lego Technic 8859: Traktor von 1981

Mit Lego Technic schaffte es Lego, ältere Kinder an die Lego-Welt zu binden. Die 1977 in Deutschland mit dem Slogan „Technik wie in Wirklichkeit“ eingeführte Serie erweiterte die Legosteine um neu geformte Zahn- und Kegelräder, Lochbalken (Liftarme, Technic Bricks), spezielle Elektromotoren und später um Pneumatik- und Lichtelemente. Dadurch wurde es beispielsweise möglich, technisch raffinierte, ferngesteuerte Autos mit funktionierender Lenkung zu bauen. Hauptmerkmal der Technic-Elemente sind die darin enthaltenen Löcher für Achsen, Verbindungsbuchsen und andere Elemente. Da die Lego-Technic-Modelle aufgrund der technischen Details deutlich größer gebaut werden als die üblichen Lego-Modelle, wurden 1986 spezielle Figuren eingeführt, die deutlich größer waren als die Standardfiguren und mehr Gelenke hatten.
Seit Ende der 1990er Jahre wurden zunehmend Technic-Elemente eingeführt, die nicht mehr die Noppen der klassischen Bausteine aufweisen. Diese Bauteile werden üblicherweise als „Liftarme“ bezeichnet, sie lassen sich mit den klassischen genoppten Technic-Lochbalken über Buchsen, Achsen und andere Verbinder kombinieren. In den Folgejahren verdrängten die Liftarme die klassischen Technic-Lochbalken immer mehr, so dass die Technic-Modelle mittlerweile meist kaum noch klassische Lochsteine aufweisen.

### Bionicle
Lego Bionicle war eine Produktlinie für die Zielgruppe der 7- bis 16-Jährigen, die 2001 zunächst als Produkt von Lego Technic auf den Markt kam. Ab 2002 gab es Bionicle als eigenständige Serie von Lego. Sie erlangte bei Älteren große Beliebtheit, es gibt viele Fan-Webseiten zu dieser Produktlinie. Seit 2003 sind vier Animationsfilme mit den Bionicle-Figuren auf DVD erschienen. Daneben gibt es mehrere Videospiele für verschiedene Plattformen, Brett- und Sammelkartenspiele. 2005 begann der Verkauf von Themensets aus herkömmlichen Legosteinen und Steinen bzw. Masken der Serie.
Die Bionicle-Figuren basieren auf klassischen Elementen der polynesischen Mythologie und können meistens mit Lego-Technic-Elementen verbunden werden. Neben den Standardfiguren von Lego Technic waren sie die bis dato beweglichsten produzierten Lego-Figuren. Zu dieser Themenserie gibt es eine große Zahl an Heldengeschichten, die im Internet, in Büchern, Comics und Filmen erzählt werden.
Insgesamt sind etwa 200 verschiedene Bionicle-Sets erschienen. Die Storys zu den Figuren kann man in sieben große Geschichten aufteilen. Anfang 2010 erschienen die letzten Bionicle-Sets, die Bionicle Stars. Seit Sommer 2010 gibt es die Nachfolgeserie (Hero Factory), die aber thematisch keine Verbindung zu Bionicle aufweist. Die Geschichte, die hinter den Bionicle-Figuren steckt, sollte fortgesetzt und im Internet veröffentlicht werden.
Im Winter 2014 wurden schließlich wieder neue Bionicle-Figuren veröffentlicht, die Neuauflagen der ersten Sets von 2001 darstellten. Auch die Storyline wurde weitestgehend übernommen. Lego kündigte an, die Bionicle-Reihe Ende 2016 auslaufen zu lassen, schloss jedoch eine Neuauflage in der Zukunft nicht aus.

### Magnetic
Bei Lego Magnetic handelt es sich um eine nicht sehr weit verbreitete Form von magnetischen Legosteinen. Diese sind, wie andere Merchandising-Artikel, so wenig bekannt, weil es sie ausschließlich in den Lego-eigenen Geschäften (Lego Brand Stores, deutsche Filialen zurzeit in Berlin, Essen, Frankfurt, Hamburg, Köln, Leipzig, München, Nürnberg, Oberhausen und Saarbrücken) und im Legoland gibt. Von Lego Magnetic gibt es Steine mit 4, 6 und 8 Noppen sowie Figuren, die ohne Andrücken auf einem magnetischen Stein halten. Die Figuren lassen sich nicht zwischen Torso und Hüfte auseinandernehmen, da die Teile dort verklebt sind.
Lego Magnetic wurde in den USA verboten, weil es jemandem gelungen war, die Magnete aus den Steinen zu nehmen. Zurzeit wird an einer neuen Version gearbeitet, bei der das nicht mehr möglich sein soll. In Europa wurde Lego Magnetic aus dem Angebot des Onlineshops genommen und ist nur noch in geringer Stückzahl in den Lego-eigenen Geschäften und im Legoland erhältlich.

### Quatro
Die Quatro-Steine haben doppelt so lange Kanten wie die Duplo-Elemente und damit viermal längere als „normale“ Legosteine. Sie sind mit Duplosteinen kombinierbar und laut Verpackung für Kinder von 1 bis 3 Jahren geeignet. Die Steine besitzen stärker abgerundete Ecken als die Duplo-Steine und bestehen aus einem etwas weicheren Material. 2004 eingeführt, wurde deren Produktion bereits 2006 wieder eingestellt.

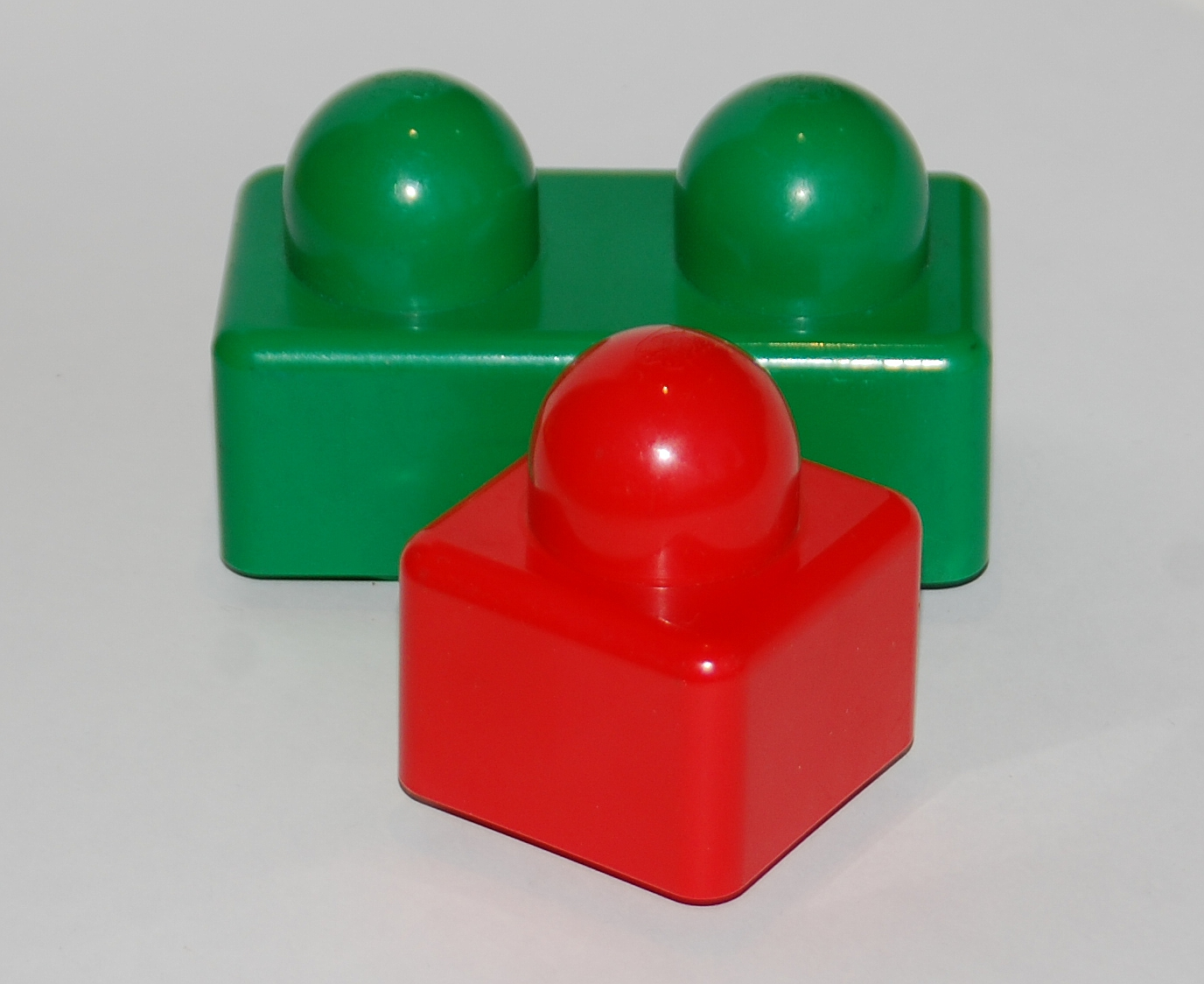
Primo-Steine

### Primo
Die Primo-Teile – auch Baby oder Duplo Baby genannt – sind dreimal so groß wie Duplo-Elemente und damit sechsmal so groß wie Lego-System-Steine. Primo-Bausteine wirken durch stark abgerundete Kanten und oben halbkugelige Noppen weicher und sind damit babygerecht. Die zylindrische Hülse steht nur bei Primo unten um 5 mm vor, was die Steckverbindung auf einer Primo-Noppe oder 4 Duplo-Noppen drehbar macht. Nachbar-Noppen stören dabei nicht. Lego Primo kam 1997 in den Handel und wurde 2006 wieder eingestellt.

### Modulex
Die von der Lego-Tochter Modulex ab 1963 in breiter Farbpalette hergestellten Steine dienten zum Bau von Architekturmodellen und Hinweistafeln. Mit ihrem 5-mm-Raster sind sie etwa um ein Drittel kleiner als die Lego-Systemsteine (8 mm) und damit nicht kompatibel. Teilweise tragen sie ein „M“ auf den Noppen.

### Soft
Bei Lego Soft handelt es sich um weiche Großbausteine für Kleinkinder. Es sind ähnliche Teile wie bei Duplo erhältlich. Die Maße eines Steins mit 4 × 2 Noppen sind 19,0 cm × 9,5 cm × 7,0 cm.

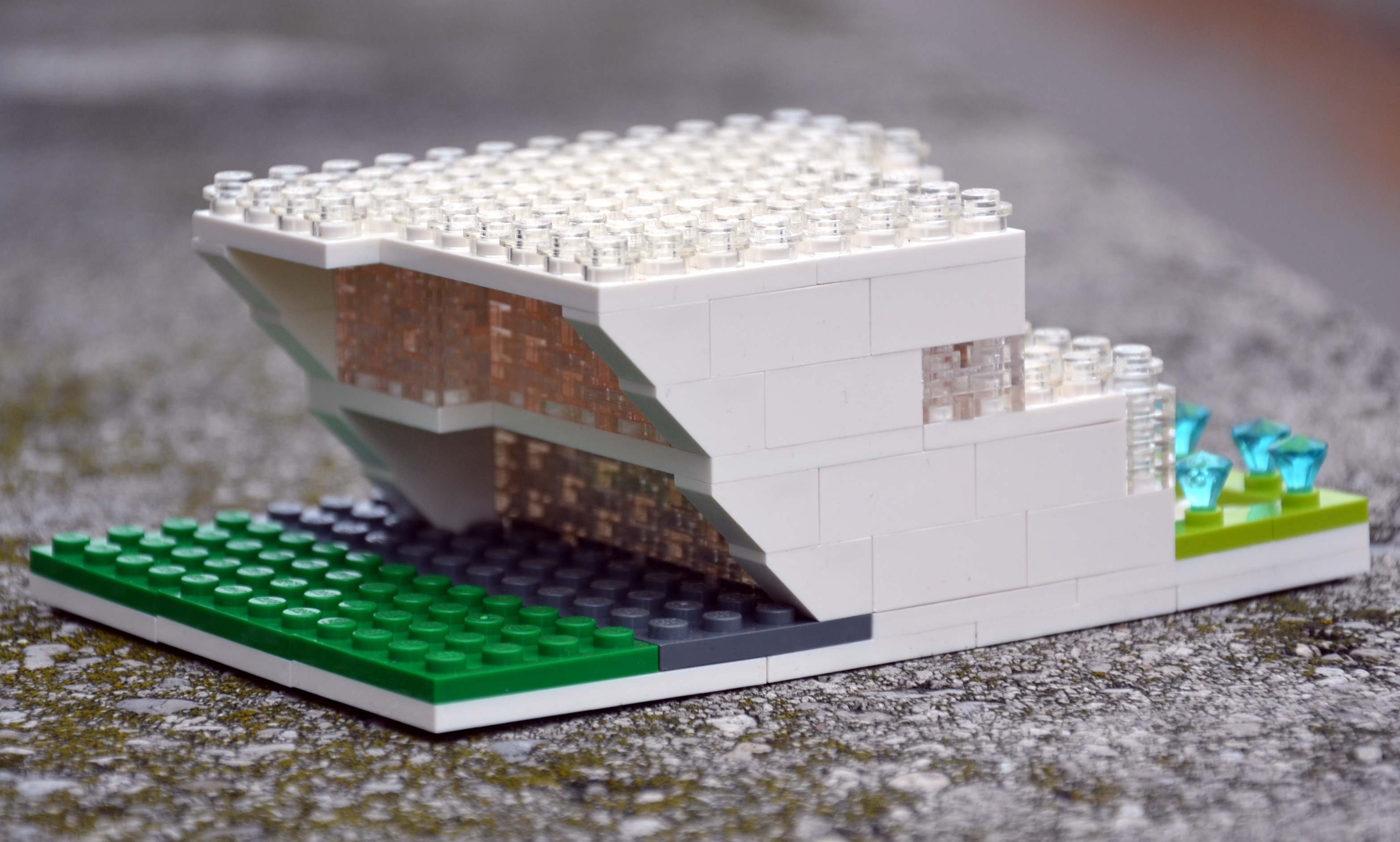
Architektonischer Entwurf eines Gebäudes mit Steinen aus der Architecture-Serie

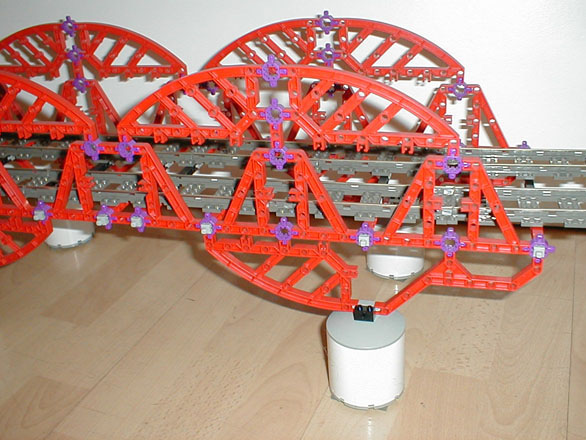
Eisenbahnbrücke aus ZNAP-Elementen

### ZNAP
Das 1998 eingeführte ZNAP-System ähnelte Fischertechnik, wurde jedoch nach einem Jahr wieder eingestellt. Mit den ZNAP-Elementen konnten große Modellstrukturen gebaut werden. Durch seine Löcher war es kompatibel zu Technic-Elementen und damit zu herkömmlichen Legosteinen.

### Education
Die Produkte der Lego-Education-Reihe wurden speziell für den Unterricht entwickelt und enthalten zum Teil Materialien für Lehrer und Schüler. Dazu gehören spezielle Sets der Mindstorms-Serie, Ergänzungssortiments, Sortiersysteme und Möbel. Diese Produkte sind nicht im Spielzeug-, sondern im Fachhandel für Schulen erhältlich.
Ähnlich sind die Sets der Produktserie Lego Dacta aufgebaut, die speziell etwa für Bildungszwecke konzipiert wurden. Auch diese Serie ist nur bei Fachhändlern für Schul- und Kindergartenbedarf erhältlich.

### Serious Play
Lego Serious Play (LSP) wurde Mitte der 1990er Jahre von den Professoren Johan Roos und Bart Victor in Zusammenarbeit mit dem Lego-Konzern entwickelt und wird in Unternehmen und Organisationen, in Teams und mit Einzelpersonen eingesetzt. LSP ist ein moderierter Prozess, der die Vorzüge des Spiels und des Modellierens mit Legosteinen mit den ernsthaften Belangen der Geschäftswelt verbindet.
In LSP-Workshops erarbeiten die Teilnehmer zum Beispiel neue Geschäftsstrategien, sie entwickeln oder optimieren die Zusammenarbeit im Team, oder sie analysieren Krisensituationen und erarbeiten Lösungskonzepte. Die dabei behandelten Themen sollen nicht nur visualisiert, sondern durch das Bauen von metaphorischen dreidimensionalen Modellen „begreifbar“ werden. Die spielerische Interaktion mit den Modellen soll die Kommunikation verbessern und Einsicht, Vorstellungskraft und kreative Ideenfindung der Teilnehmer fördern.

## Spiele, Software und Filme

### Videospiele
Seit Ende der 1990er Jahre sind eine ganze Reihe von Lego-Videospielen für PC und verschiedene Spielkonsolen erschienen. Die meisten dieser Spiele, z. B. Lego Star Wars, Lego Racers, Lego Rock Raiders, Abenteuer auf der Lego Insel, Lego Loco oder Lego Master sind klassischen Computerspielgenres zuzurechnen (Autorennen, Strategie, Adventure). Allerdings sind die virtuellen Spielwelten aus Legosteinen aufgebaut. Daneben gibt es mehrere Themenversionen des Spiels Lego Creator (Standard, Knights Kingdom, Harry Potter, Harry Potter und die Kammer des Schreckens), mit dem sich virtuelle Lego-Welten im PC bauen lassen.
Später entstanden Lego-Videospiele, in denen man verschiedene Level zu absolvieren hatte; meist in Anlehnung an gleichnamige Kinofilme. Dazu zählen unter anderem: Lego Harry Potter („Die Jahre I–IV“ erschien im Juni 2010, die „Jahre V–VII“ ein Jahr später), Lego Star Wars (mehrere Teile erhältlich), Lego Indiana Jones („Die legendären Abenteuer“ erschienen im Juni 2008, „Die neuen Abenteuer“ im November 2009), Lego Batman und Lego Pirates of the Caribbean: Das Videospiel.
Im Oktober 2010 erschien das Massively Multiplayer Online Game Lego Universe. In diesem erstellen die Spieler eigene Charaktere und erkunden mit ihnen die virtuelle Welt. Dabei kämpfen die Spieler gegen eine böse Macht, die die Kontrolle über das Lego-Universum an sich reißen möchte. Lego Universe wurde im Januar 2012 wieder eingestellt. Seit einiger Zeit von der Community mithilfe eines privaten Servers wieder spielbar.
Anfang 2011 wurde mit Lego Star Wars III: The Clone Wars ein weiterer Teil der Lego-Star-Wars-Reihe veröffentlicht.
2012 erschienen die Spiele Lego Batman 2: DC Super Heroes und Lego Der Herr der Ringe (30. November 2012).
Im März 2013 erschien exklusiv für die Wii U das auf Lego City basierte Open-World-Spiel Lego City Undercover und im Herbst 2013 Lego Marvel Super Heroes.
Am 11. April 2014 veröffentlichte Lego gleich drei neue Spiele: The Lego Movie Videogame, Lego Marvel Super Heroes und Lego Der Hobbit. Letzteres verarbeitet die ersten beiden Filme von Peter Jacksons Filmtrilogie Der Hobbit, wobei nicht geplant ist, die Geschichte des dritten Films per Download Content oder eigenständigem Spiel zu vervollständigen.
Am 11. Juni 2015 erschien Lego Jurassic World, welches alle vier Teile der Jurassic-Park-Reihe zum Thema hat. Im September des gleichen Jahres veröffentlichte Warner Bros. Interactive Entertainment das von TT Games entwickelte Action-Adventure Lego Dimensions. Bei diesem Spiel ermöglicht der Kauf realer Lego-Minifiguren deren virtuellen Einsatz in verschiedenen freizuschaltenden Spiele-Universen wie Jurassic World, Doctor Who oder Die Simpsons.
Die Liste von Lego-Videospielen enthält eine Übersicht bisher erschienener Lego-Videospiele.

### Robotik

#### Mindstorms

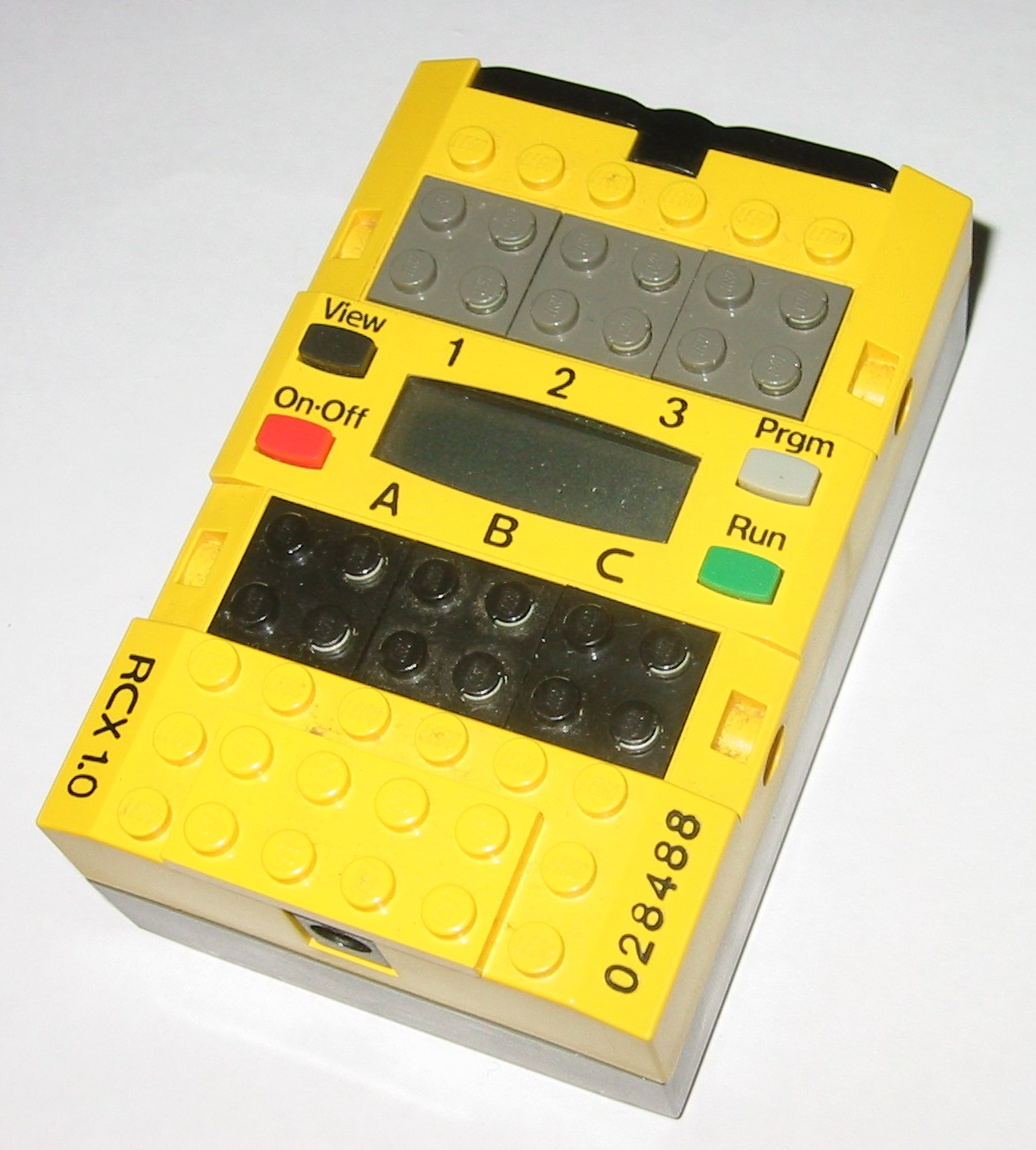
Ein programmierbarer Baustein (RCX) der ersten Generation

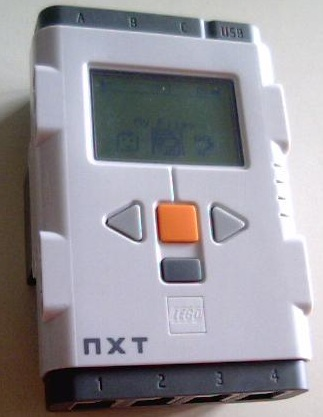
Lego-NXT-Hauptbaustein der 2. Generation (2.0)

Der erste Versuch, Lego mit Computertechnologie zu kombinieren, war die Serie Lego Technic Computer Control, die in Zusammenarbeit mit dem Massachusetts Institute of Technology (MIT) ab 1984 entwickelt und 1986 eingeführt wurde. Sie konnte sich allerdings nicht durchsetzen.
Nach erneuter Zusammenarbeit mit dem MIT wurde dann 1998 Lego Mindstorms erfolgreich eingeführt, mit dem Roboter gebaut und mittels eines Computers programmiert werden können. Das Herzstück jedes Roboters ist dabei der Robotic Command Explorer (auch: RCX), ein batteriebetriebener „programmierbarer Legostein“. Die Programmierung kann in zahlreichen Programmiersprachen erfolgen, von der Original-Lego-Block-Sprache bis Java. Das Programm wird dann über eine Infrarotschnittstelle vom Computer auf den RCX übertragen. Dieser verfügt über ein kleines LCD und Anschlüsse für verschiedene Sensoren, etwa Temperatur-, Licht-, Rotations- und Berührungssensoren, sowie für Elektromotoren und Leuchtsteine.
Nach dem Erscheinen bildete sich um Lego Mindstorms im Internet schnell eine große Fangemeinde mit Bau- und Programmieranleitungen. Aufgrund der Vielseitigkeit von Lego Mindstorms wurden damit gebaute Roboter für wissenschaftliche Forschungszwecke eingesetzt und Thema von Forschungsarbeiten. Von Fremdherstellern wurden weitere Sensoren entwickelt.
Anfang 2006 präsentierte Lego einen neuen programmierbaren Baustein, den NXT. Dieser erschien zunächst Mitte 2006 auf dem amerikanischen Markt. Am NXT können die Sensoren des RCX mittels Adapterkabel von Lego angeschlossen werden. Mit einem weiteren Adapterkabel können die Motoren der PF-Serie benutzt werden. Neu beim NXT sind unter anderem Motoren, die zwar nur über den NXT betrieben werden können, aber einen integrierten Umdrehungssensor haben. Ultraschall- und Geräuschsensoren wurden neu eingeführt. In diesem Set wurden ausschließlich die neuen Technic-„Liftarme“ verwendet. Diese verfügen zwar nicht über die altbekannten Noppen, eröffnen aber durch ihre Form wesentlich mehr Möglichkeiten von Konstruktionen, die mit den bisherigen Lochbalken nicht möglich waren, etwa der Einbau starker Gelenke in einen Roboter. Mit einer Kombination aus beiden Systemen werden weitere, bislang unmögliche Konstruktionen ermöglicht.
Im Januar 2013 gab Lego den neuen Mindstorms EV3 (EV = Evolution, 3 = 3. Generation) bekannt, der im Herbst 2013 erstmals im Handel erschien. Für den EV3 sind fünf Standardroboter erschienen, dazu 12 von Fans entworfene Bonus-Roboter, die sich alle aus den Hauptbestandteilen des EV3 bauen lassen. Zu den Standardrobotern gehören u. a. der „TRACKER3R“ und der humanoide Roboter „EV3RSTORM“. Zu den von Fans entwickelten Bonus-Robotern gehören u. a. „PLOTT3R“ (ein zeichnender Roboter) und „EV3D4“ (der dem Roboter R2D2 aus Star Wars stark ähnelt). Bei dem EV3 stützt sich der sogenannte Brick auf das offene Betriebssystem Linux; damit ist der Brick hackbar.

#### Boost/Spike Prime
Auf der Consumer Electronics Show (CES) 2017 in Las Vegas wurde Lego Boost vorgestellt. Es handelt sich dabei um einen Roboterbausatz mit App-Unterstützung. Damit sollen Kinder ab sieben Jahren an das Programmieren und Animieren selbstgebauter Modelle herangeführt werden. Lego Boost besteht aus einer Steuerungseinheit mit Neigungssensor, einem Entfernungssensor und einem interaktiven Motor. Zum Aufbau eines Roboters enthält es insgesamt 843 Legosteine und eine Spielmatte. Für die Programmierung gibt es Apps für Android und iOS. Die Produktlinie Spike Prime enthält ähnliche, meist mit Boost kompatible Robotikelemente, ist jedoch Teil der Education-Reihe und damit insbesondere für den pädagogischen Einsatz.

### Digitale Bauprogramme
Im Jahr 2004 veröffentlichte Lego den Lego Digital Designer (auch LDD oder DesignByMe genannt), welcher kostenlos heruntergeladen werden konnte. Das Programm ermöglichte es dem Benutzer, eigene Lego-Modelle zu entwickeln und die dazugehörigen Anleitungen zu erstellen. Bis Januar 2012 konnten die Modelle bei Lego inklusive Verpackung als Einzelstück bestellt werden.
Seit 2022 ist die von Bricklink entwickelte Software Stud.io das offizielle Bauprogramm von Lego und löst damit den Lego Digital Designer ab, welcher seitdem keine Updates mit neuen Teilen oder Funktionen mehr erhält.
Darüber hinaus gibt es auch aus der Fancommunity stammende inoffizielle Bauprogramme wie LDRAW oder Mecabricks.

### Mixed/Augmented Reality
Lego Hidden Side stellte den Versuch Legos dar, reale und virtuelle Spielwelten zu verknüpfen. Mit Erscheinen der ersten Sets 2019 war auch eine App für iOs und Android erhältlich, mit der die gebauten Sets gescannt werden können. Auf dem Bildschirm erscheinen dann, vergleichbar mit dem Spiel Pokémon Go, Geister, die gefangen und gesammelt werden können. Später wurde die App um einen weiteren Modus ergänzt, der auch das Spiel ohne Sets ermöglichte. 2023 wurde der Support für die App eingestellt.
Weitere Themenreihen mit Mixed/Augmented Reality Elementen waren Nexo Knights und Vidiyo.

### Filme
In den 1980er Jahren wurden erstmals Legosteine und -figuren verwendet, um kurze Animationsfilme zu erstellen (auch Brickfilm genannt). Die Szene um diese Hobbyfilmer wuchs derart schnell, dass Lego mit dem Steven Spielberg Movie Maker Set ein Set auf den Markt brachte, das neben einigen speziellen Legosteinen eine digitale (Logitech) Webkamera enthielt, die über eine USB-Schnittstelle an einen PC angeschlossen werden konnte.
Das durch die Berichterstattung in den Medien im Rahmen der Fußball-WM 2006 wohl bekannteste Beispiel für einen Lego-Animationsfilm stellt die Verfilmung des legendären Finalspiels der Fußball-Weltmeisterschaft 1954 (Wunder von Bern) dar. Die zehnminütige Verfilmung (Die Helden von Bern) bedient sich dabei des Originalkommentars von Herbert Zimmermann.
Seit 2014 produziert Lego eigene Spielfilme, die weltweit in Kinos veröffentlicht werden. Bislang sind die folgenden Filme erschienen:
- The LEGO Movie, Animationsfilm, USA/Australien, 2014, 100 Min., Buch und Regie: Phil Lord, Chris Miller, deutscher Kinostart am 10. April 2014
- The LEGO Batman Movie, Animationsfilm, USA, 2017, 105 Min., Buch: Seth Grahame-Smith, Chris McKenna, Erik Sommers, Regie: Chris McKay, deutscher Kinostart am 9. Februar 2017
- The LEGO Ninjago Movie, Animationsfilm, USA, 2017, 101 Min., Buch: Bob Logan, Paul Fisher, William Wheeler, Tom Wheeler, Jared Stern, John Whittington, Regie: Charlie Bean, Paul Fisher, Bob Logan, deutscher Kinostart am 21. September 2017
- The LEGO Movie 2, Animationsfilm, USA, 2019, deutscher Kinostart am 7. Februar 2019

## Legoland-Freizeitparks
Seit 1968 existieren auch Freizeitparks im Lego-Stil. Es gibt den ersten dieser Art in Billund (Dänemark) neben dem ersten Werk, andere in Windsor (Vereinigtes Königreich), in Carlsbad (Vereinigte Staaten) sowie in Günzburg (Deutschland). 2005 wurden sie zu 70 % an die Blackstone Group verkauft, die ihre Anteile in die Merlin Entertainments Group einbrachte. Das erste Legoland in Deutschland befand sich von 1973 bis 1976 in Sierksdorf.

## Fandom
Mitte der 1980er Jahre begann Lego auch unter Erwachsenen immer beliebter zu werden, was zur Entstehung erster Fangemeinschaften von „Adult Fans of Lego“ (AFOLs) führte. Mit der zunehmenden Nutzung des Internets in den 1990er Jahren wuchs das Lego-Fandom rasant, und es entstanden zahlreiche Online-Communities, die den gegenseitigen Austausch förderten.
Die Lego-Fangemeinschaft hat sich seitdem kontinuierlich weiterentwickelt und ist heute ein wesentlicher Bestandteil der Lego-Welt. Im Laufe der Jahre haben sich von der Lego Group anerkannte Fancommunities etabliert, die Recognized Lego User Group (RLUG) bzw. Recognized Lego Online Community (RLOC) genannt werden. Im deutschsprachigen Raum gehören hierzu 1000steine.de, Berlin Brick Syndicate, Berliner Steinkultur, Born2Brick, Brickboard, Bricking Bavaria, Bricks am Meer, Doctor-Brick, EduLUG, IDS Brickworld, Lauter Steine, LBrick, LGOE, Lauter Steine, LBrick, MBFR Modellbaufans Rheinland, RogueBricks, Schwabenstein 2x4, Stein auf Stein, Stein Hanse sowie SwissLUG. Viele Fancommunities organisieren auch eigene Ausstellungen oder beteiligen sich an Veranstaltungen anderer Organisatoren, um der Öffentlichkeit ihre kreativen Eigenbauten, die auch MOCs (My Own Creation) genannt werden, zu präsentieren.
Darüber hinaus existieren Fanmedien, die auf eigenen Websites oder in Sozialen Medien regelmäßig Neuigkeiten und andere Inhalte über Lego veröffentlichen. Die von der Lego Group anerkannten Fanmedien werden als Recognized Lego Fan Media (RLFM) bezeichnet. Die Liste der deutschsprachigen RLFM umfasst AustrianBrickFan, Brickstory, Bricks Go Wild, Klemmbausteinlyrik sowie Zusammengebaut.com. Weitere etablierte deutsche Fanmedien sind unter anderem Stonewars und Promobricks.

## Weltrekorde

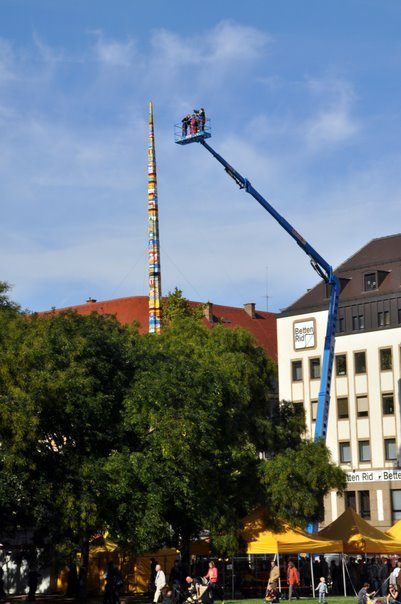
Foto vom mittlerweile überholten Weltrekord-Legoturm in München mit 29,97 m Höhe; erbaut vom 1. bis zum 4. Oktober 2009

Mit Lego werden und wurden verschiedene Weltrekorde aufgestellt. Dabei werden riesige Türme, lange Tausendfüßler, riesige Bilder oder Autos in Originalgröße zusammengebaut. Die Weltrekorde werden oft durch Angabe von Länge, Höhe, Anzahl der Legosteine und Arbeitsstunden klassifiziert.
Lego ist außerdem der größte „Reifenhersteller“ der Welt: 2016 produzierte das Unternehmen mit über 730 Millionen Stück etwa viermal so viele Reifen wie der größte „reguläre“ Reifenproduzent Bridgestone.

## Die größten Lego-Sets
Das Lego-Set mit den meisten Steinen ist die 31203 Weltkarte aus der Kategorie Art mit 11695 Teilen, darunter größtenteils 1×1-Rundfliesen, die ein mosaikartiges Bild ergeben. Dahinter folgen der 10307 Eiffelturm mit 10001 Teilen und die 10294 Titanic mit 9090 Teilen, beide aus der Kategorie Icons.
| Rang | Set         | Kategorie      | Name                                    | Teile  | Preis             |
| ---- | ----------- | -------------- | --------------------------------------- | ------ | ----------------- |
| 1    | 31203       | Art            | Weltkarte                               | 11.695 | 249,99 €          |
| 2    | 10307       | Icons          | Eiffelturm                              | 10.001 | 629,99 €          |
| 3    | 10294       | Icons          | Titanic                                 | 9.090  | 629,99 €          |
| 4    | 10276       | Icons          | Kolosseum                               | 9.036  | 499,99 €          |
| 5    | 75192       | Star Wars      | Millennium Falcon                       | 7.541  | 799,99 €          |
| 6    | 75313       | Star Wars      | AT-AT                                   | 6.785  | 799,99 €          |
| 7    | 75331       | Star Wars      | UCS Razor Crest                         | 6.187  | 549,99 €          |
| 8    | 71799       | Ninjago        | Die Märkte von Ninjago City             | 6.163  | 369,99 €          |
| 9    | 71043       | Harry Potter   | Schloss Hogwarts                        | 6.020  | 499,99 €          |
| 10   | 10189/10256 | Creator Expert | Taj Mahal (2008/2017)                   | 5.923  | 299,99 €/329,99 € |
| 11   | 10299       | Icons          | Real Madrid - Santiago Bernabéu Stadium | 5.876  | 399,99 €          |
| 12   | 71741       | Ninjago        | Die Gärten von Ninjago City             | 5.685  | 349,99 €          |
| 13   | 75978       | Harry Potter   | Winkelgasse                             | 5.511  | 449,49 €          |

Stand: 15. August 2023

## Umweltbilanz und Energieversorgung
2012 setzte sich das Unternehmen das Ziel, den kompletten Energiebedarf vollständig durch erneuerbare Energien zu decken. Dieses Ziel wurde im Mai 2017 mit der Inbetriebnahme der Erweiterung des Offshore-Windparks Burbo Bank erreicht, an dem Lego mit 25 % beteiligt ist. 2016 betrug der Energieverbrauch des Unternehmens gut 360 Mio. kWh.
Ab 2030 sollen alle Steine aus Bio-basiertem Kunststoff hergestellt werden, bei dem das Plastik anstatt aus Erdöl aus Zuckerrohr produziert werden soll. Seit 2018 werden biegsame Elemente, die Pflanzen darstellen, bereits aus Bio-Plastik gefertigt. Laut Konzernangaben stammt das Zuckerrohr hierfür aus nachhaltigem Anbau in Brasilien. Auf der Suche nach weiteren nachhaltigeren Materialien, die als Alternative zum vorwiegend genutzten Kunststoff ABS dienen könnten, präsentierte Lego im Jahr 2021 erste Prototypen von Steinen, die aus recycelten PET-Flaschen hergestellt wurden.
Im Jahr 2020 kündigte der Konzern an, 400 Millionen Dollar in seine Nachhaltigkeitsprojekte zu investieren. Seit 2021 ersetzen z. B. recycelbare Papierbeutel nach und nach die Einwegbeutel aus Kunststofffolie.

## Pädagogische Bewertung
Während überwiegend positiv herausgestellt wird, dass durch das ursprüngliche Spiel wie auch allgemein bei Klemmbausteinen die Kreativität, Feinmotorik und das räumliche Vorstellungsvermögen geschult werde, gibt es andererseits vereinzelt Kritik, dass sich seit etwa 2000 ein Wandel zu mehr Gewalt und Waffen in den Themensets vollziehe. 2016 untersuchte eine peer-reviewte Studie diesen Trend mit dem Ergebnis, dass sich nicht nur die Zahl der waffenförmigen Bausteine in Sets erhöht, sondern auch die wahrgenommene Gewalt in den untersuchten Katalogdarstellungen von 1978 bis 2014 zugenommen habe. Lego-Chef Knudstorp erklärte 2016 im Rahmen der Veröffentlichung des Geschäftsberichtes, dass Lizenzartikel wie die Star-Wars-Serie ein Drittel des Lego-Angebots ausmachen würden. Nach Knudstorp sei es wichtig, dem Bösen und Dunklen mit Humor und einem Augenzwinkern zu begegnen; Eltern hätten sich bisher noch nicht über Serien beschwert, die Krieg und Kämpfe thematisierten.

## Konkurrenten und Hersteller kompatibler Bausteine
Verschiedene andere Hersteller setzen und setzten ebenfalls auf das erfolgreiche Spielzeugkonzept der Klemmbausteine. In der DDR wurden beispielsweise PEBE- und Formo-Steine produziert. Das Unternehmen Berco Lux aus den Niederlanden entwickelte und produzierte von 1961 bis 1969 parallel zu Lego ein eigenes Stecksystem Montini. Etwa 1966 kam Rasti auf den Markt. Es entwickelte sich in der Folgezeit zu einem eigenständigen System. Die Bausteine sind unwesentlich größer als die Legosteine, bestehen aus Weichplastik und geben durch Einrasten einen etwas besseren Zusammenhalt. Es wird in Argentinien gefertigt und in mehreren südamerikanischen Staaten vertrieben.
Es gibt mittlerweile zahlreiche Anbieter, deren Bausteine zum Lego-System kompatibel sind. Einige Hersteller, wie das polnische Unternehmen Cobi, fertigen zusätzliche Bausteinformen, die Lego nicht bietet. Cobi produziert seine Klemmbausteine nur in der EU. Das eigene Produktionswerk ist in Mielec.

### Rechtsstreitigkeiten
Immer wieder kam und kommt es mit Herstellern kompatibler Bausteine zu Rechtsstreitigkeiten. Einen Patentstreit 2002 zwischen Lego und Coko Toy konnte Lego noch für sich gewinnen. Das zuständige Gericht befand, dass viele der Bauklötze von Coko denen von Lego so ähnlich waren, dass eine Patentrechtsverletzung vorlag. Das Unternehmen wurde angewiesen, die Produktion dieser Teile einzustellen, eine formale Entschuldigung in einer Zeitung zu veröffentlichen und eine kleine Strafe an Interlego zu bezahlen. 2003 gewann Lego in diesem Zusammenhang in Norwegen eine weitere Klage gegen das schwedische Unternehmen Biltema, das Coko-Spielzeuge vertrieb.
Der Federal Court of Canada verneinte 2002 die Frage, ob die acht Noppen des 2×4-Legosteins ein unterscheidendes Merkmal darstellten und eine Verwendung durch den Konkurrenten Mega Bloks damit eine Verletzung des Markenrechts sei, wie von Lego behauptet. Vielmehr sei ein funktionelles Design nicht markenrechtlich schützbar. Lego ging in Berufung; diese wurde 2003 mit Mehrheit abgelehnt.
In Deutschland wurde am 2. Dezember 2004 durch eine Entscheidung des Bundesgerichtshofs der Weg für Lego-kompatible Produkte frei. Der Europäische Gerichtshof lehnte es im September 2010 ab, dass Lego-Bausteine als Gemeinschaftsmarke geschützt werden können. Begründet wurde dies damit, dass Klemmbausteine nicht aufgrund ihrer Form geschützt werden können, da diese technisch bedingt sei. Patente von Lego für Lego-Klemmbausteine waren in den 1970er Jahren ausgelaufen. Konkurrenzunternehmen dürfen einen Großteil der Lego-Bausteine nachbauen. Auf einige Formen besitzt Lego jedoch weiterhin Urheber- oder ähnliche Rechte.
Anfang 2020 gewann Lego einen Rechtsstreit gegen einen chinesischen Plagiator, der geklonte Lego-Bausets verkauft hatte. Anfang 2021 urteilte der Shanghai High People’s Court, dass auch die zusammengebauten Lego-Modelle „Originalität und einzigartige ästhetische Bedeutung“ hätten, sodass sie durch das chinesische Urheberrecht geschützt seien.
Ebenfalls 2020 leitete Lego, über die Lego Juris A/S, verschiedene rechtliche Schritte gegen das Unternehmen BlueBrixx von Klaus Kiunke und weitere Händler bzw. YouTuber, wie Johnny’s World ein. Hierbei wurde seitens Lego die bei Konkurrenzprodukten in einigen Sets beiliegenden Minifiguren bemängelt und eine Abmahnung gegen den Verkauf der betreffenden Produkte ausgesprochen. Begründet wurde diese bei BlueBrixx mit der geschützten Unionsmarke bzw. 3D-Marke und dem Hinweis, dass es sich um eine urheberrechtlich geschützte Figur handele, welche sich als geistige Schöpfung durch die ungewöhnliche, konsequent geometrisch reduzierte, klare Form auszeichnen würde. Bei Johnny’s World wurden ebenfalls die Minifiguren und die Gestaltung der Verpackung bemängelt. Bei einigen Qman-Sets, welche durch den Inhaber von Johnny’s World als Generalimporteur von Qman nach Deutschland eingeführt werden sollte, soll eine Markenrechtsverletzung vorliegen. Im März 2021 ließ Lego damit begründet einen Container mit Klemmbausteinen der Marke in Bremerhaven vom Zoll blockieren, um angenommene Verstöße gegen „Urheberrecht und verwandte Rechte“ zu untersuchen.
Das als scharf empfundene Vorgehen Legos auf Rechtsebene drohe „im PR-Desaster zu enden“, so Sebastian Leber im Tagesspiegel. Der dänische Konzern erscheine selten in einem sympathischen Licht und die Abläufe erinnerten an den Streisand-Effekt. Lego begründet sein rechtliches Vorgehen gegen Händler von Konkurrenzprodukten damit, dass Verbraucher aufgrund der ähnlichen Produkte diese mit Lego-Produkten assoziieren könnten, aber dann möglicherweise Produkte schlechter Qualität oder sogar mit Sicherheitsmängeln bekämen.

### Abmahnungen in Deutschland
Im Januar 2019 forderte Lego den Klemmbausteinhändler und YouTuber Thomas Panke auf, die Eintragung seines Logos in verschiedenen Nizza-Klassen zurückzuziehen, da Lego in diesen Klassen eine ähnliche 3D-Marke hält. Pankes Logo zeigte unter anderem einen typischen 2×2-Klemmbaustein aus der gleichen Perspektive wie die von Lego eingetragene Marke. Um den Bestand der eigenen Marke zu schützen, entschied sich Lego, gegen die Eintragung vorzugehen. Thomas Panke selbst sprach in diesem Zusammenhang entgegen zahlreichen Medienberichten jedoch nicht von einer Abmahnung und bestätigte, dass das Schreiben im Falle einer Zurücknahme keine weiteren Kosten oder rechtlichen Schritte androhte. Der Streit wurde kurze Zeit später beigelegt.
Besonders in den Jahren 2020 und 2021 versandte Lego vermehrt Abmahnungen an Spielzeughändler und YouTuber, die außer Lego auch Konkurrenzprodukte verkauften bzw. vorstellten und dabei aus Sicht von Lego urheber- oder markenschutzrechtliche Verstöße begingen.
Anfang 2021 wurde auch Panke erneut abgemahnt, da Lego eine unzulässige Verwendung der geschützten Wortmarke „Lego“ beanstandete. Panke hatte in einigen Videos Klemmbausteine von Konkurrenzanbietern als „Lego“, teilweise auch „Legos“ bezeichnet und die eingetragene Wortmarke beispielsweise im Video “Die schönste Feuerwache aus Lego! BlueBrixx® Specials 102586” auch als Bezeichnung für die Bausteine anderer Hersteller verwendet. Dies hatte Lego in insgesamt fünf Videos, die alle im Zeitraum vom 19. Dezember 2020 bis zum 9. Januar 2021 online gingen, beanstandet und die Löschung der Videos verlangt. Panke kam dem nach, nahm die Videos erneut, nun ohne die beanstandete Nutzung von Lego als Gattungsname, auf und veröffentlichte diese. Nach der Beurteilung von Fachblogs zum Thema Lego war das rechtliche Vorgehen in diesem Fall aus Sicht des Konzerns notwendig, um den Schutz des Markennamens in Zukunft nicht anfechtbar zu machen. Laut § 49 Absatz 2 Ziffer 1 MarkenG wird „Die Eintragung einer Marke […] auf Antrag für verfallen erklärt und gelöscht, […] wenn die Marke infolge des Verhaltens oder der Untätigkeit ihres Inhabers im geschäftlichen Verkehr zur gebräuchlichen Bezeichnung der Waren oder Dienstleistungen, für die sie eingetragen ist, geworden ist“.

## Kontroversen

### Partnerschaft mit Shell
Greenpeace startete im Juli 2014 eine weltweite Kampagne, die die Partnerschaft zwischen Lego und Shell in Frage stellte. Greenpeace war der Auffassung, dass Lego aufgrund der Bohraktivitäten Shells in der Arktis keine Shell-Logos mehr auf seinen Spielzeugen platzieren solle. Legos Partnerschaft mit Shell reichte bis in die 1960er Jahre zurück. Greenpeace kritisierte das Kundenbindungsprogramm von Shell, das Tankkunden beim Erreichen einer bestimmten Tankmenge kostenlose und thematisch passende Lego-Bausätze anbot, und veröffentlichte ein Video, welches unter anderem eine in Öl untergehende Eislandschaft aus Lego-Steinen zeigte. Die zugehörige Online-Petition wurde von mehr als einer Million Unterstützern gezeichnet und führte dazu, dass Lego die Kooperation mit Shell nach Ablauf der Vertragslaufzeit beendete.

### Stop Funding Hate
Lego stellte 2016 seine Werbepartnerschaft mit der britischen Boulevardzeitung Daily Mail ein und reagierte damit auch auf ein Anliegen der Kampagne Stop Funding Hate, die dazu aufrief, keine Anzeigen in Medien zu schalten, die Hass säen und gesellschaftliche Spaltung fördern.

## Verwandte Themen
- Der Lego-Preis honoriert Verdienste um die Verbesserung der Lebensbedingungen von Kindern.

## Dokumentarfilme
- Der Lego-Stein (Alternativtitel: La Brique Lego) Dokumentarfilm, Frankreich, 2009, 26 Min., Buch und Regie: Anna-Célia Kendall, Produktion: arte France, Lobster Films, Steamboat Films, Centre Pompidou, Reihe: Design, deutsche Erstsendung: 1. März 2012 bei arte, Inhaltsangabe und Videoausschnitt (1 Min.) von arte.
- Mega-Fabriken: Lego (Originaltitel: Megafactories) Dokumentarfilm, USA, 2012, 41:10 Min., Regie: Emre Izat, Produktion: Off the fence, National Geographic Channels, Reihe: Megafabriken – Europa, deutsche Erstsendung am 18. Januar 2013 bei n-tv, Inhaltsangabe von National Geographic.

- Lego – Das Baustein-Imperium. (= Firmen am Abgrund; Staffel 2, Folge 3). Ein Film von Leo Gizzi, Produktion: Make Productions. 42:54 Min. Deutsche Erstausstrahlung: ZDFinfo, 30. August 2018.[94][95]